# Haltern am See

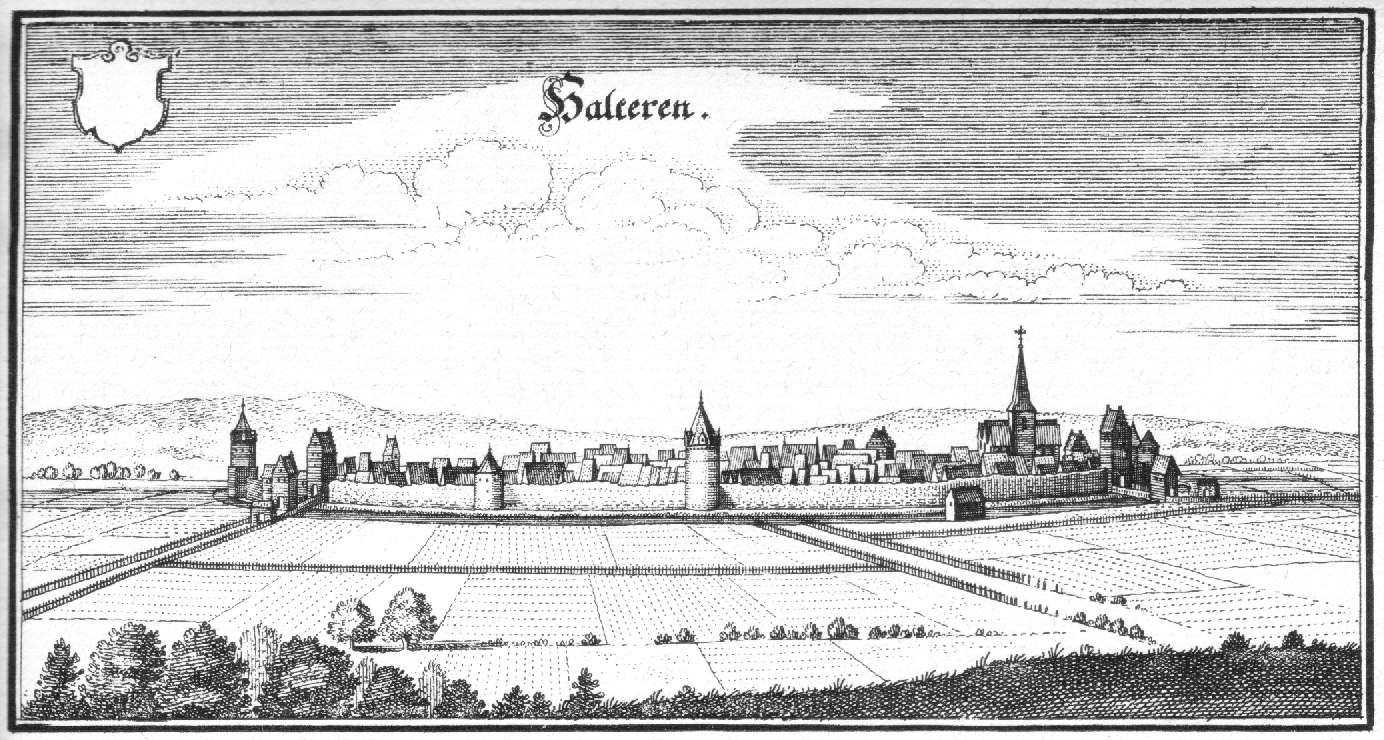
Haltern um 1647 (Kupferstich von Matthäus Merian)

Haltern am See (bis 2001 Haltern) ist eine mittlere kreisangehörige Stadt im Norden des Kreises Recklinghausen im Regierungsbezirk Münster in Nordrhein-Westfalen. Die Stadt liegt im nördlichen Ruhrgebiet, direkt angrenzend an das Münsterland. Der Stadtkern liegt unmittelbar nördlich der Lippe und damit im historischen Gebiet des Hochstifts Münster; einige Ortsteile im Süden liegen jedoch links der Lippe und gehörten historisch zum Vest Recklinghausen. Auch diese Teile sind jedoch naturräumlich dem Westmünsterland zuzuordnen.
Eingebettet in den Naturpark Hohe Mark-Westmünsterland ist Haltern umgeben von Waldgebieten und arm an Industrieansiedlungen. Der Halterner Stausee und die Waldgebiete Haard, Borkenberge und Hohe Mark werden als beliebte Naherholungsgebiete genutzt. Seit 1929 gehört das Kerngebiet der Stadt zum Kreis Recklinghausen und damit nominell zum Ruhrgebiet.

## Geografie

### Räumliche Lage
Die Lippe und deren Zufluss, die Stever, fließen durch Haltern und rahmen, zusammen mit dem See, das Kernstadtgebiet nach Südosten. Der Halterner Stausee und die sich etwas weiter östlich anschließende Talsperre Hullern sind mit ihren Zuflüssen Stever und Mühlenbach, dem Segelhafen und dem Seebad das Ziel zahlreicher Erholungssuchender. Die ausgedehnten Wälder der Haard, der Hohen Mark und der Borkenberge (auch unter Halterner Berge zusammengefasst) sind ebenso wie die Naturschutzgebiete Westruper, Holtwicker und Sebbelheide durch ein dichtes Netz von Wander-, Radwander-, Reit- und Spazierwegen erschlossen.
Der höchste Punkt mit 145,9 m ü. NN ist der Waldbeerenberg in der Hohen Mark mit dem Fernmeldeturm; der niedrigste Punkt ist das Lippetal in Hamm-Bossendorf mit 33,8 m ü. NN.

### Stadtgliederung

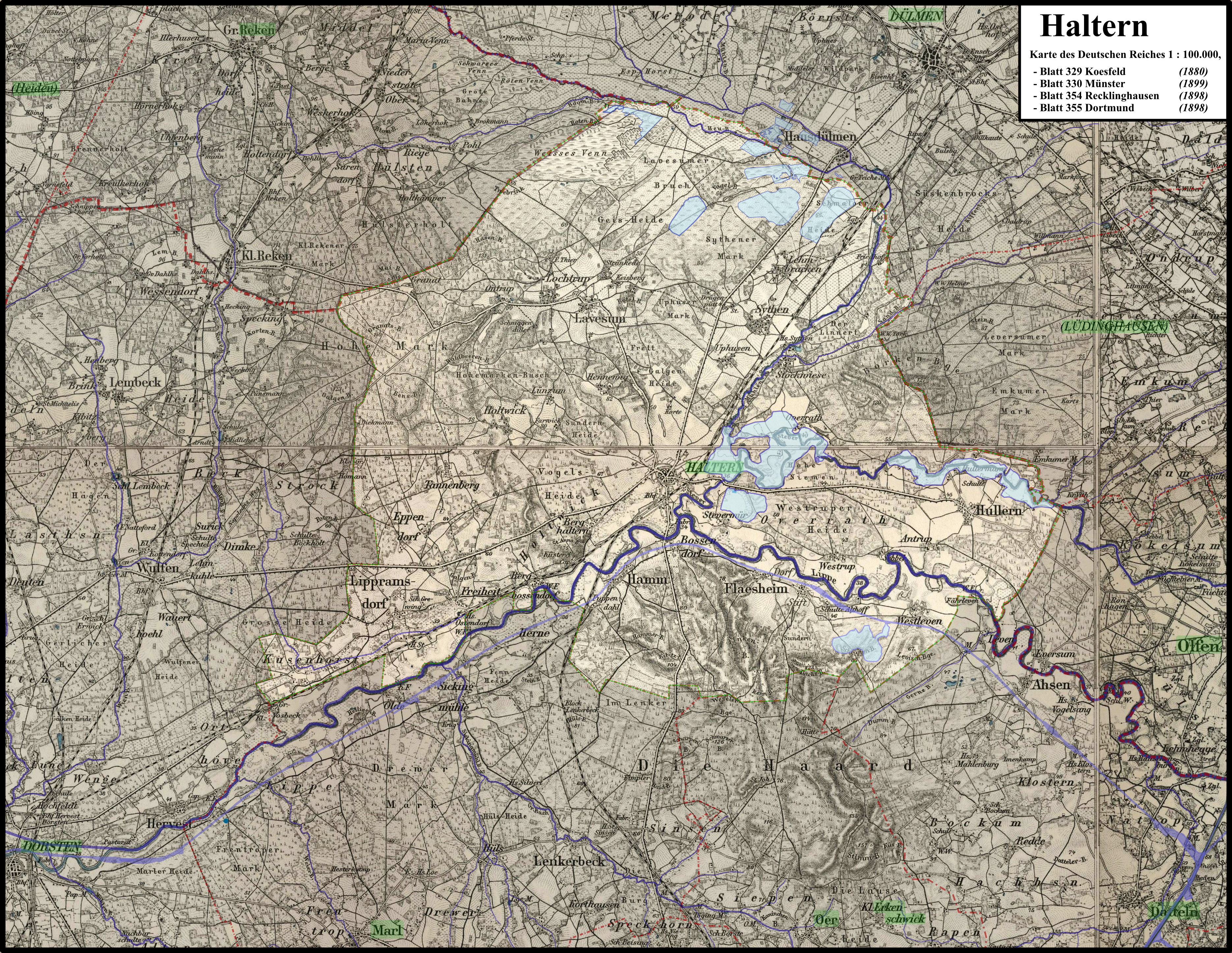
Karte des Deutschen Reiches 1:100.000 des heutigen Halterner Gebietes Ende des 19. Jahrhunderts;
alle nebenstehenden Ortsteile kamen erst 1975 zur Stadt Haltern

Das Stadtgebiet gliedert sich in die Ortsteile (in Klammern die Einwohnerzahlen am 11. Februar 2022), nachgestellt zugehörige Weiler:
- Haltern-Mitte (19.771); mit dem an die Kernstadt herangewachsenen Berghaltern (ehemals Bauerschaft Holtwick)[5] im äußersten Südwesten
- Sythen (6.305); mit Lehmbraken, Uphusen, Stockwiese; das Sythener End im äußersten Nordosten gehört seit 1975 zu Hausdülmen
- Lippramsdorf (3.569); mit Freiheit im Osten, Eppendorf im Nordosten und Tannenberg im äußersten Nordnordosten (ehemalige Bauerschaft Eppendorf), den jüngeren Siedlungen Mersch im Süden und Hagelkreuz (Schabbrink) im Nordwesten sowie der verstreuten Bauerschaft Kusenhorst im äußersten Südwesten
- Hullern (2.379); mit Siedlung Overrath, Westrup, Antrup
- Hamm-Bossendorf (2.061); Bossendorf ist inzwischen das größere der beiden Dörfer
- Flaesheim (1.905); mit Westleven
- Lavesum (1.741); mit Lochtrup, Ontrup, Strünkede sowie Granat im äußersten Westen
- Holtwick (932); mit Lünzum im Osten, Hennewig im äußersten Osten, der jüngeren Siedlung an der Waldstraße in Richtung Kernstadt im Südosten sowie Bergbossendorf und, östlich davon, Annaberg im lippenahen äußersten Süden

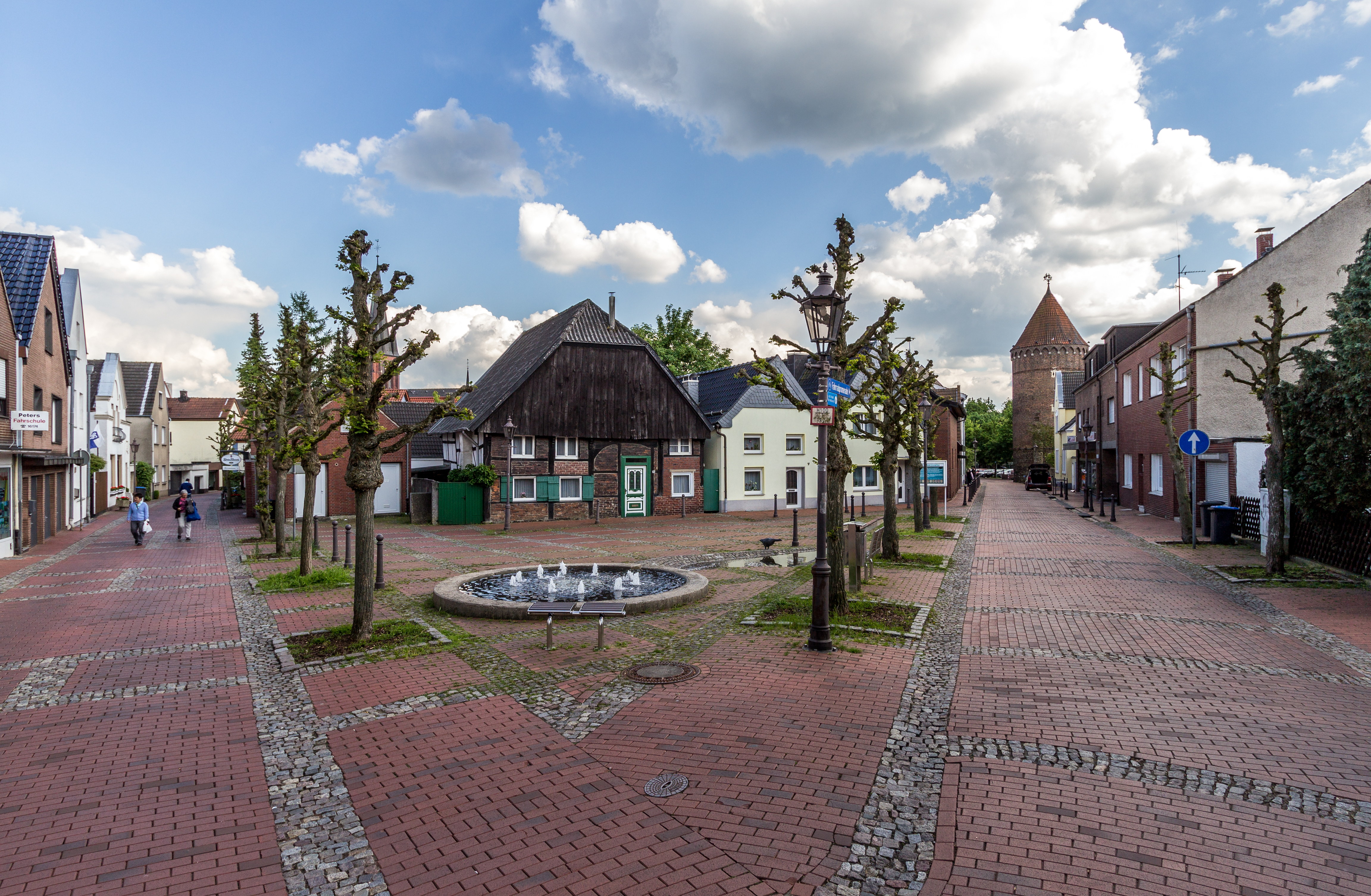
Gänsemarkt

Die mittelalterliche Struktur der Altstadt ist gut erkennbar, von der Bausubstanz sind nur noch versteckte Reste (z. B. Rathaus, Gänsemarkt) aus dieser Zeit erhalten. Trotzdem ergibt sich das Bild einer typisch münsterländischen Stadt.
In Flaesheim erinnert der Bereich um die alte Stiftskirche an das Leben vor einigen hundert Jahren, die Ortskerne Sythen, Lippramsdorf, Hullern und Lavesum sind hingegen moderneren Ursprungs. In Hamm-Bossendorf und Holtwick fehlt ein zentraler Ortskern.

### Nachbarstädte
Haltern grenzt an Datteln, Dorsten, Dülmen, Lüdinghausen, Marl, Oer-Erkenschwick, Olfen und Reken.
Damit grenzt Haltern als einzige Gemeinde im Kreis Recklinghausen an keine Großstadt.
Die räumliche Lage stellt sich wie folgt dar:
| Reken 12 km   | Coesfeld 23 km                                | Dülmen 12 km                     |
| Dorsten 18 km | Kompassrose, die auf Nachbargemeinden zeigt   | Olfen, 14 km Lüdinghausen, 18 km |
| Marl 12 km    | Oer-Erkenschwick, Recklinghausen 13 km, 15 km | Datteln 15 km                    |

## Geschichte

### Urgeschichte
In einer Trockenentsandung in Haltern-Lavesum fand Horst Klingelhöfer von 2009 bis 2012 etwa hundert Feuersteinartefakte des späten Neandertalers an der Abbaukante, zumeist Abschläge. Anhand von Kernen ließ sich die typische Verwendung von Levallois-Konzepten belegen, eine Technik, mit der Abschläge und Klingen gewonnen wurden. Die Fundstätte wird mit Keilmessergruppen (vgl. Micoquien) in Verbindung gebracht.
Ebenfalls aus Lavesum stammen Artefakte aus der Jungsteinzeit. Dabei handelt es sich um zwei Klingen aus Rijckholt-Feuerstein – also aus den Niederlanden oder dem Rheingebiet – und einen Kratzer aus Chalzedon aus einem Vorkommen bei Bonn-Muffendorf. Sie wurden nicht nur über 100 km transportiert, sondern repräsentieren auch einige der frühesten Artefakte aus der Zeit der Wiederbesiedlung der Westfälischen Bucht nach der letzten Kaltzeit.
In die Allerød-Warmphase lassen sich 254 Silexartefakte aus Bergbossendorf datieren. Es handelt sich um ein geschlossenes Inventar, das aus einem kurzen Aufenthalt einer Jagdgruppe herrühren dürfte. Deren Vorgehen beschreibt Bernhard Stapel: „Wahrscheinlich wurden in 1,5 bis 2 km Entfernung anstehende Feuersteinknollen – und keineswegs an externen Schlagplätzen vorpräparierte Kerne – als Rohstücke in die Fundstelle gebracht. Diese zerlegte man vorzugsweise zu Klingen, aber auch zu Abschlägen. Anschließend erfolgte die weitere Verarbeitung zu einem breiten Spektrum an Gerätetypen.“
In Haltern-Uphusen wurden ab 2015 geringe Überreste eines Einzelgehöfts mit Speicher (wohl ohne Tierhaltung) aus der frühen Eisenzeit ergraben, wie sie in Westfalen ansonsten nur aus Dorsten-Holsterhausen bekannt sind, dann aus Soest/Am Ardey sowie Rheda-Wiedenbrück/Nordrheda. Dort finden sich allerdings, im Gegensatz zu Haltern, keine Wandgräbchenhäuser mit umlaufenden Außenpfosten, wie sie in Uphusen anhand von Bodenspuren nachzuweisen waren. Sie sind aber aus den Niederlanden und aus Dänemark bekannt sowie aus Nordostniedersachsen.

### Römische Herrschaft
Entlang der Lippe zogen die Römer von Westen her immer wieder ins westfälische Hinterland und legten Militärlager in Holsterhausen, Haltern, Beckinghausen, Oberaden und Anreppen an. Das Vorhaben, Germanien zu einer römischen Provinz zu machen, scheiterte im Jahr 9 n. Chr. mit der Varusschlacht und endgültig 16 n. Chr. mit dem Verzicht des Tiberius auf die Unterwerfung des rechtsrheinischen Germanien nach den vergeblichen Germanicus-Feldzügen. Alle Lippelager, auch das in Haltern, wurden aufgelassen. Auf dem heutigen Stadtgebiet Halterns gab es mehrere teils befestigte Lager und Kastelle sowie einen Hafen an der Lippe. Das ehemalige römische Kastell Aliso wird im Römerlager Haltern vermutet. Viele Funde aus dieser Zeit sind im Westfälischen Römermuseum in Haltern ausgestellt.

### Mittelalter
Am 3. Februar des Jahres 1289 erhielt das damalige Halteren von seinem Landesherrn, dem Fürstbischof von Münster Everhard von Diest, die niederen Stadtrechte (Minderstadt), „quale in aliis opides nostris Coesvelt et Borken“ (lat.: wie in unseren anderen Städten Coesfeld und Borken), und damit das Recht, eine Stadtmauer zu errichten, von der noch der Siebenteufelsturm erhalten ist. Der Verlauf der alten Wallanlagen lässt sich anhand der ringförmigen kleinen Wallstraßen um die Kernstadt erahnen (Straßen außerhalb des ehemaligen Walls: Alisowall, Schüttenwall usw.).
Neben vielen anderen Städten Westfalens war auch Haltern Mitglied der Hanse, und zwar vom 14. Jahrhundert bis 1611. Aktivitäten Halterner Bürger im Handelsbund der Hanse sind sogar noch weiter zurückzuverfolgen. Heute ist Haltern Mitglied im Internationalen Hansebund der Neuzeit sowie im Westfälischen Hansebund, die mit ihrer Neugründung in den 1980er Jahren die Hanse wiederbeleben wollten.

### Frühe Neuzeit und 19. Jahrhundert

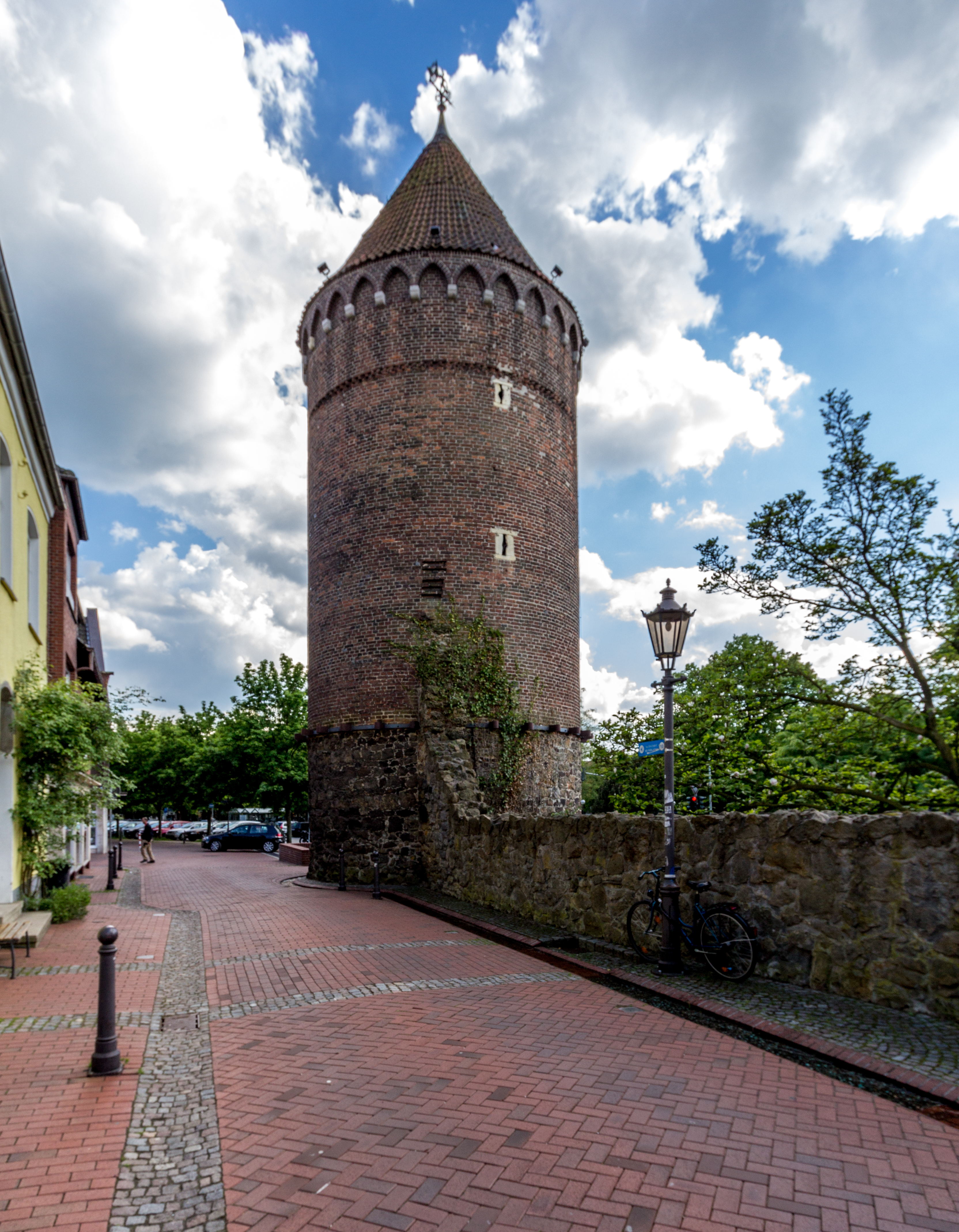
Der Siebenteufelsturm von 1502

Ein Hochwasser zum Jahreswechsel 1569/1570 führte dazu, dass die Lippe ihr Bett verließ und ihren heutigen Verlauf, 900 Meter südlich des Stadtzentrums, einnahm. In einem vielbeachteten Hexenprozess wurde Bernhard Schwarte, Kötter aus der Bauerschaft Westrup, 1624 Opfer der Hexenverfolgungen in Lüdinghausen.
Nach der Säkularisation des Hochstifts Münster durch den Reichsdeputationshauptschluss 1803 gehörte Haltern bis 1806 zur Grafschaft Dülmen, von 1806 bis 1810 gehörte zum Herzogtum Arenberg-Meppen, von 1810 bis 1813 zum französischen Département Lippe.  In dieser „Franzosenzeit“ gab es in Flaesheim eine Zentralrendantur, vergleichbar mit einer heutigen Kreisverwaltung. Von 1813 bis 1815 gehörte Haltern zum Generalgouvernement zwischen Weser und Rhein und ab 1815 zur Provinz Westfalen im Königreich Preußen.

### 20. Jahrhundert
Seit 1908 gab es in Haltern eine Pumpstation zur Förderung von Trinkwasser. Die Wassergewinnung ist stetig ausgebaut worden und hat mit der Vollendung des Hullerner Sees im Jahr 1985 ihren vorläufigen Endpunkt erreicht.
1929 wurde die Stadt Haltern, die bis dahin zum Kreis Coesfeld gehört hatte, durch das Gesetz über die kommunale Neugliederung des rheinisch-westfälischen Industriegebiets dem Kreis Recklinghausen zugeordnet.
Im Zweiten Weltkrieg wurde Haltern am 29. März 1945 von der 6th Guards Armoured Brigade der British Army, unterstützt von der 17. Luftlandedivision der US Army, eingenommen.
1963 wurde im Ortsteil Lippramsdorf der Schacht 8 der Zeche Auguste Victoria niedergebracht. Er war einer der letzten betriebenen Schächte des Ruhrbergbaus, geschlossen am 18. Dezember 2015. Der 1990 bei Haltern-Eppendorf in Betrieb gegangene Schacht 9 der Anlage wurde zur Bewetterung genutzt. Im Waldgebiet der Haard wurden 1980 die Schächte Haltern 1 und Haltern 2 des Bergwerks Blumenthal/Haard abgeteuft. Sie dienten bis 2006 vor allem der Seilfahrt.

### 21. Jahrhundert
Seit dem 1. Dezember 2001 trägt Haltern offiziell den Namen Haltern am See.
Als Baumdenkmal für die Deutsche Einheit wurden am 9. November 2014 drei Platanen an der Holtwicker Straße gepflanzt. Die Bäume spendete die Junge Union anlässlich des 725. Stadtjubiläums.
Am 24. März 2015 kamen vierzehn Schülerinnen und zwei Schüler sowie zwei Lehrerinnen des städtischen Joseph-König-Gymnasiums beim Absturz des Germanwings-Flugs 9525 über den französischen Alpen ums Leben.
Am 29. September 2021 stürzte – einen Tag vor der Einweihung – in einem Wald nördlich des Ortsteils Eppendorf eine Windkraftanlage vom Typ Nordex N149 mit 164 Metern Nabenhöhe wegen eines Konstruktionsfehlers ein. Als Konsequenz wurden in der Folgezeit 17 weitere baugleiche Anlagen abgerissen, von denen sich eine auch auf dem Gebiet der Stadt Haltern am See befand.

### Eingemeindungen
Am 1. Januar 1975 wurden durch § 11 Ruhrgebiet-Gesetz die bis dahin selbständigen Gemeinden Flaesheim, Hullern, Kirchspiel Haltern (größtenteils) und Lippramsdorf (größtenteils) eingegliedert. Der Ostteil der aufgelösten Gemeinde Hamm kam hinzu.

## Politik

### Stadtrat

#### Ergebnisse der Kommunalwahlen 2020 in Haltern am See
Die Sitze im Stadtrat verteilen sich nach dem Ergebnis der Kommunalwahl 2020 folgendermaßen auf die einzelnen Parteien:
| Partei | Stimmen | % (2020) | % (2014) | +/- | Sitze (2020) | Sitze (2014) | +/- |
| --- | --- | --- | --- | --- | --- | --- | --- |
| CDU | 8.222 | 41,0 % | 39,5 % | + 1,5 % | 18 | 17 | + 1 |
| Bündnis 90/Die Grünen | 4.259 | 21,2 % | 15,2 % | + 6,0 % | 9 | 7 | + 2 |
| SPD | 3.958 | 19,7 % | 29,3 % | - 9,6 % | 9 | 13 | - 4 |
| WGH | 1.640 | 8,2 % | 9,1 % | - 0,9 % | 4 | 4 | ± 0 |
| FDP | 1.406 | 7,0 % | 3,9 % | + 3,1 % | 3 | 2 | + 1 |
| UBP | 384 | 1,9 % | 3,1 % | - 1,2 % | 1 | 1 | ± 0 |
| Die LINKE | 205 | 1,0 % | 0,0 % | + 1,0 % | 0 | 0 | ± 0 |
| Gültige Stimmen | 20.074 | | | | | | |
| Ungültige Stimmen | 200 | | | | | | |
| Stimmen Insgesamt | 20.274 | | | | 44 | 44 | ± 0 |
| Wahlberechtigte Insgesamt | 32.398 | 62,6 % | 60,1 % | + 2,5 % | | | |
| Ratswahl 13.09.2020 Haltern am SeeWahlbeteiligung von 62,6 % 50403020100 41,0 %21,2 %19,7 %8,2 %7,0 %1,9 %1,0 % CDUGrüneSPDWGHdFDPUBPfLinkeGewinne und Verlusteim Vergleich zu 2014 %p 6 4 2 0 −2 −4 −6 −8−10+1,5 %p+6,0 %p−9,6 %p−0,9 %p+3,1 %p−1,2 %p+1,0 %pCDUGrüneSPDWGHFDPUBPLinkeAnmerkungen:d WählerGemeinschaft Haltern am Seef Unabhängige-Bürger-Partei | Ratswahl 13.09.2020 Haltern am SeeWahlbeteiligung von 62,6 % 50403020100 41,0 %21,2 %19,7 %8,2 %7,0 %1,9 %1,0 % CDUGrüneSPDWGHdFDPUBPfLinkeGewinne und Verlusteim Vergleich zu 2014 %p 6 4 2 0 −2 −4 −6 −8−10+1,5 %p+6,0 %p−9,6 %p−0,9 %p+3,1 %p−1,2 %p+1,0 %pCDUGrüneSPDWGHFDPUBPLinkeAnmerkungen:d WählerGemeinschaft Haltern am Seef Unabhängige-Bürger-Partei | Ratswahl 13.09.2020 Haltern am SeeWahlbeteiligung von 62,6 % 50403020100 41,0 %21,2 %19,7 %8,2 %7,0 %1,9 %1,0 % CDUGrüneSPDWGHdFDPUBPfLinkeGewinne und Verlusteim Vergleich zu 2014 %p 6 4 2 0 −2 −4 −6 −8−10+1,5 %p+6,0 %p−9,6 %p−0,9 %p+3,1 %p−1,2 %p+1,0 %pCDUGrüneSPDWGHFDPUBPLinkeAnmerkungen:d WählerGemeinschaft Haltern am Seef Unabhängige-Bürger-Partei | Ratswahl 13.09.2020 Haltern am SeeWahlbeteiligung von 62,6 % 50403020100 41,0 %21,2 %19,7 %8,2 %7,0 %1,9 %1,0 % CDUGrüneSPDWGHdFDPUBPfLinkeGewinne und Verlusteim Vergleich zu 2014 %p 6 4 2 0 −2 −4 −6 −8−10+1,5 %p+6,0 %p−9,6 %p−0,9 %p+3,1 %p−1,2 %p+1,0 %pCDUGrüneSPDWGHFDPUBPLinkeAnmerkungen:d WählerGemeinschaft Haltern am Seef Unabhängige-Bürger-Partei | Sitzverteilung Ratswahl 13.09.2020 Haltern am SeeInsgesamt 44 Sitze - SPD: 9 - Grüne: 9 - CDU: 18 - FDP: 3 - Sonst.: 5 Sonstige: (5 Sitze) > „WGH“ = 4 Sitze > „UBP“ = 1 Sitz | Sitzverteilung Ratswahl 13.09.2020 Haltern am SeeInsgesamt 44 Sitze - SPD: 9 - Grüne: 9 - CDU: 18 - FDP: 3 - Sonst.: 5 Sonstige: (5 Sitze) > „WGH“ = 4 Sitze > „UBP“ = 1 Sitz | Sitzverteilung Ratswahl 13.09.2020 Haltern am SeeInsgesamt 44 Sitze - SPD: 9 - Grüne: 9 - CDU: 18 - FDP: 3 - Sonst.: 5 Sonstige: (5 Sitze) > „WGH“ = 4 Sitze > „UBP“ = 1 Sitz | Sitzverteilung Ratswahl 13.09.2020 Haltern am SeeInsgesamt 44 Sitze - SPD: 9 - Grüne: 9 - CDU: 18 - FDP: 3 - Sonst.: 5 Sonstige: (5 Sitze) > „WGH“ = 4 Sitze > „UBP“ = 1 Sitz |

| Partei | Kandidat*                 | Stimmen | % (2020) |
| --- | ------------------------- | ------- | -------- |
| CDU | Stegemann, Andreas        | 10.754  | 53,7 %   |
| SPD | Pliete, Beate             | 6.562   | 32,7 %   |
| FDP | Dederichs, Torsten        | 2.079   | 10,4 %   |
| UBP | Ulanowski, Eugen          | 645     | 3,2 %    |
| Gültige Stimmen | Gültige Stimmen           | 20.040  |          |
| Ungültige Stimmen | Ungültige Stimmen         | 238     |          |
| Stimmen Insgesamt | Stimmen Insgesamt         | 20.278  |          |
| Wahlberechtigte Insgesamt | Wahlberechtigte Insgesamt | 32.398  | 62,6 %   |
| Bürgermeisterwahl* 13.09.2020 Haltern am SeeWahlbeteiligung von 62,6 % 6050403020100 53,7 %32,7 %10,4 %3,2 % CDUaSPDbFDPcUBPdAnmerkungen:a Stegemann, Andreasb Pliete, Beatec Dederichs, Torstend Ulanowski, Eugen |                           |         |          |

Nach der Stadtratswahl am 13. September 2020 gibt es im Stadtrat folgende Sitzverteilung (Stand: Oktober 2020).

### Bürgermeister
Bei der Wahl des Bürgermeisters am 13. September 2020 gewann Andreas Stegemann (CDU) mit 53,66 % bei einer Wahlbeteiligung von 62,59 %. Er löste seinen Vorgänger, Bodo Klimpel (CDU) ab, der das Amt von 2004 bis 2020 innehatte. Anbei findet sich eine Auflistung der Bürgermeister seit 2000, eine vollständige Liste findet sich im Artikel der Persönlichkeiten der Stadt Haltern am See.
- 1999–2004: Josef Schmergal (CDU)
- 2004–2020: Bodo Klimpel (CDU)
- ab 2020: Andreas Stegemann (CDU)

#### Verwaltung durch Sparkommissar der Landesregierung
Aufgrund starker Überschuldung und Berechnungsfehlern im Zuge der Teilnahme Halterns am sogenannten NRW-Stärkungspakt für finanzschwache Kommunen setzte die nordrhein-westfälische Landesregierung im August 2017 einen Sparkommissar für Haltern ein, welcher die Haushalts- und Ausgabenpolitik der Kommune im Auftrag des Landes vor Ort überwachen soll. Wegen dieser nur selten vorkommenden Maßnahme kann sich die Stadt vorerst nicht mehr vollends selbst verwalten und steht als eine von wenigen Gemeinden in ihren Entscheidungen unter direkter staatlicher Aufsicht.

### Wappen

Wappen Halterns

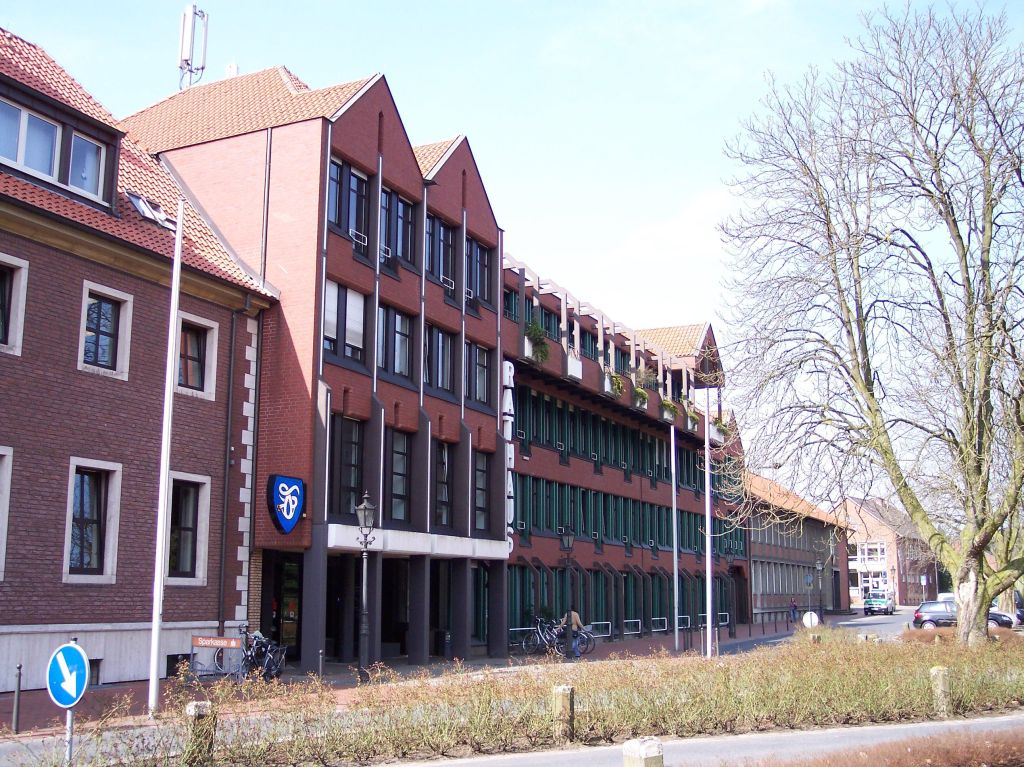
Das Neue Rathaus mit Stadtwappen

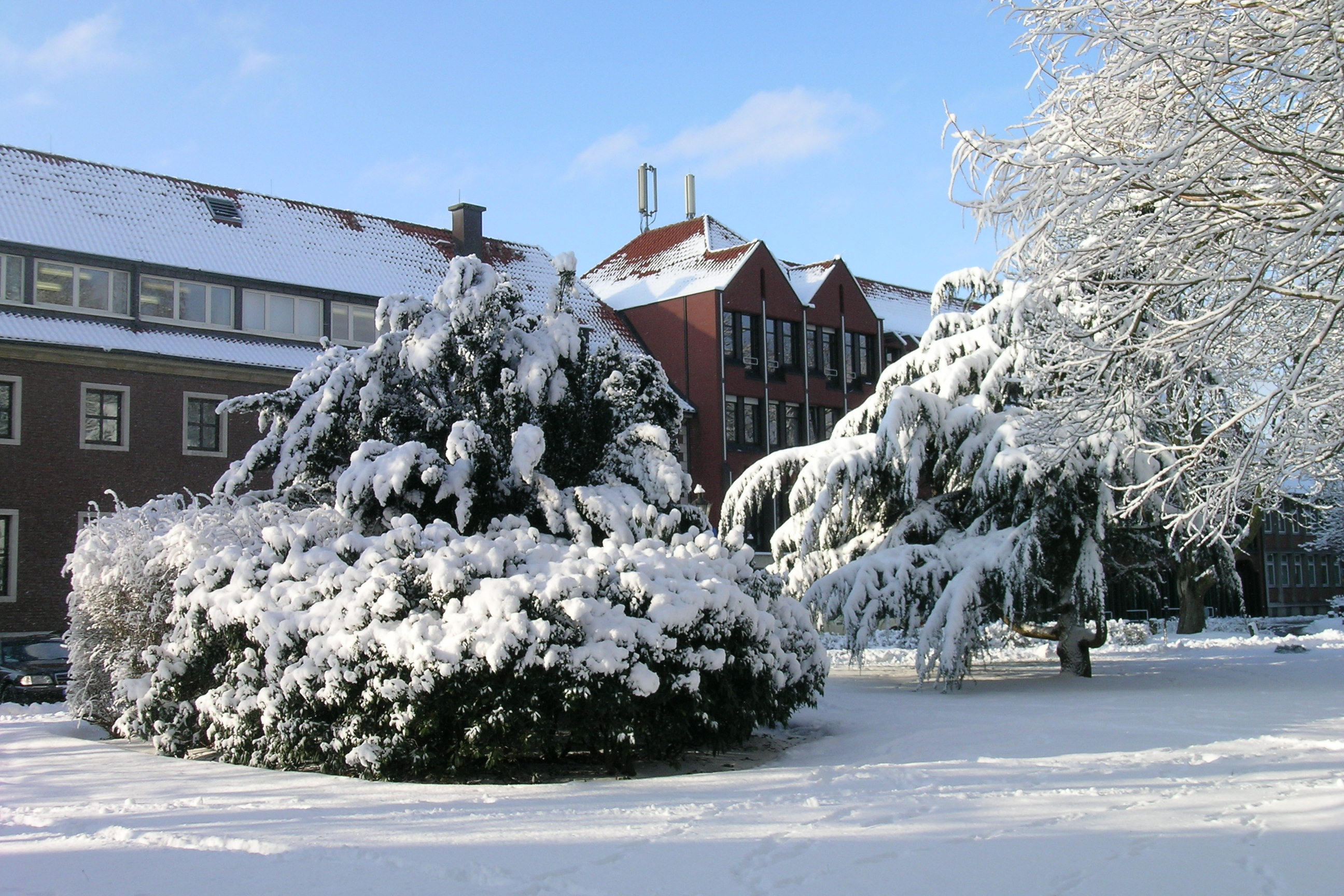
Rathaus und Galenpark im Winter

Blasonierung: „In Blau ein stilisiertes silbernes Halfter mit goldener Schnalle.“
Wappenerklärung: Das heutige Wappenbild der Stadt Haltern am See stellt ein Halfter dar. Das Wappen lässt sich zuerst 1486 auf einem Siegel nachweisen. Vorbild für die Gestaltung des Wappens war ein am alten Rathaus angebrachtes Relief aus dem Jahre 1577, das ein Halfter auf einem Schild zeigt. Auf den Siegeln älterer Urkunden erscheinen neben dem Schild mit dem Halfter Schildträger, darunter auch der Patron der Halterner Pfarrkirche, Papst Sixtus II. Die Schildträger wurden nicht in das heutige Wappen übernommen. Es besteht kein Sinnzusammenhang zwischen dem Halfter als Wappen und dem Ortsnamen Haltern.

### Städtepartnerschaften
Die Stadt pflegt Städtepartnerschaften mit den folgenden Städten:
- Distrikt Rochford des Vereinigten Königreichs (seit 1984)
- Roost-Warendin in Frankreich (seit 1993)
- Sankt Veit an der Glan in Österreich (seit 1972)
- Unterbreizbach in Thüringen

Die Stadt unterhält außerdem freundschaftliche Beziehungen zu:
- Biały Bór (in der Woiwodschaft Westpommern in Polen)
- Klietz (Sachsen-Anhalt)
- Sankt Annaberg (Wallfahrtsort in Oberschlesien in Polen)

## Kultur und Sehenswürdigkeiten

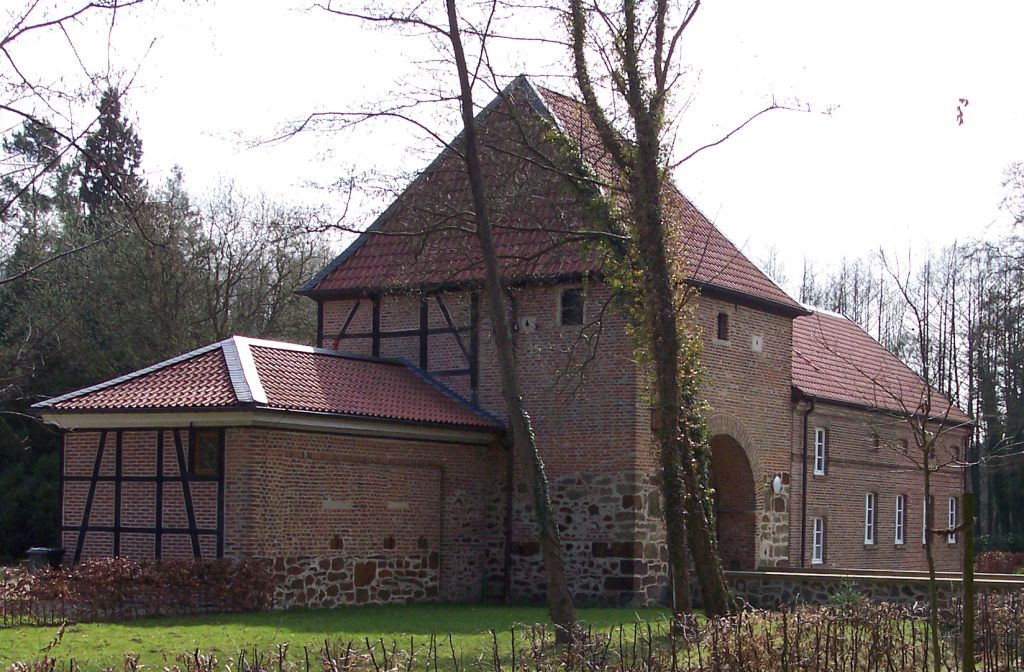
Schloss Sythen
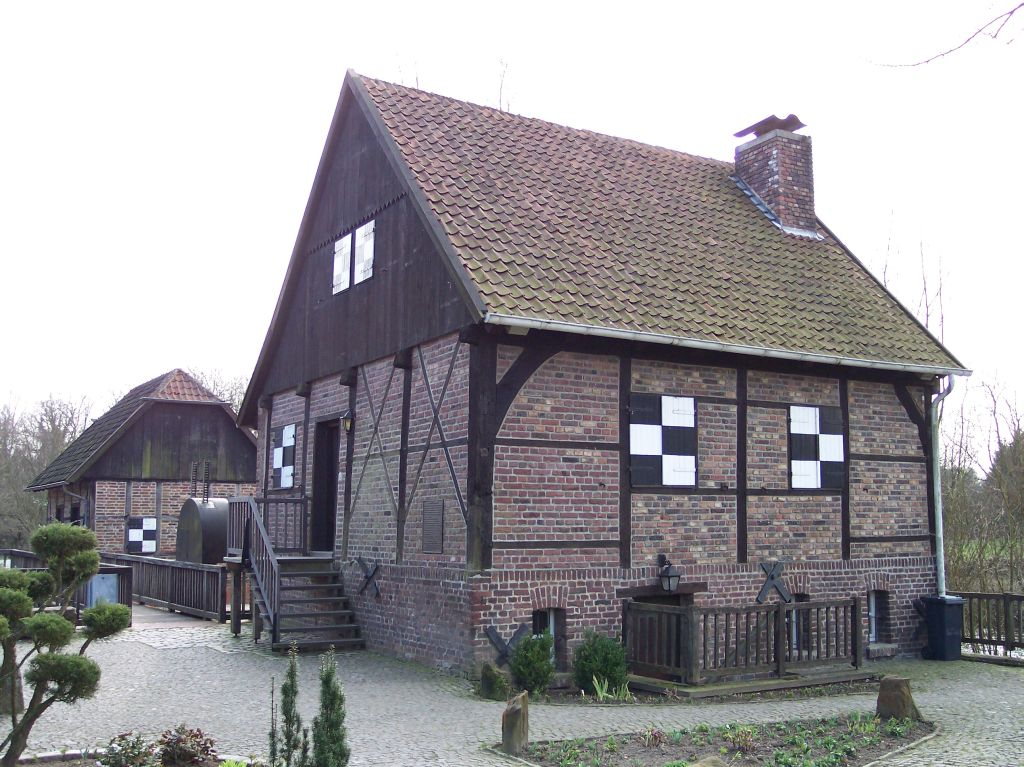
Sythener Mühle
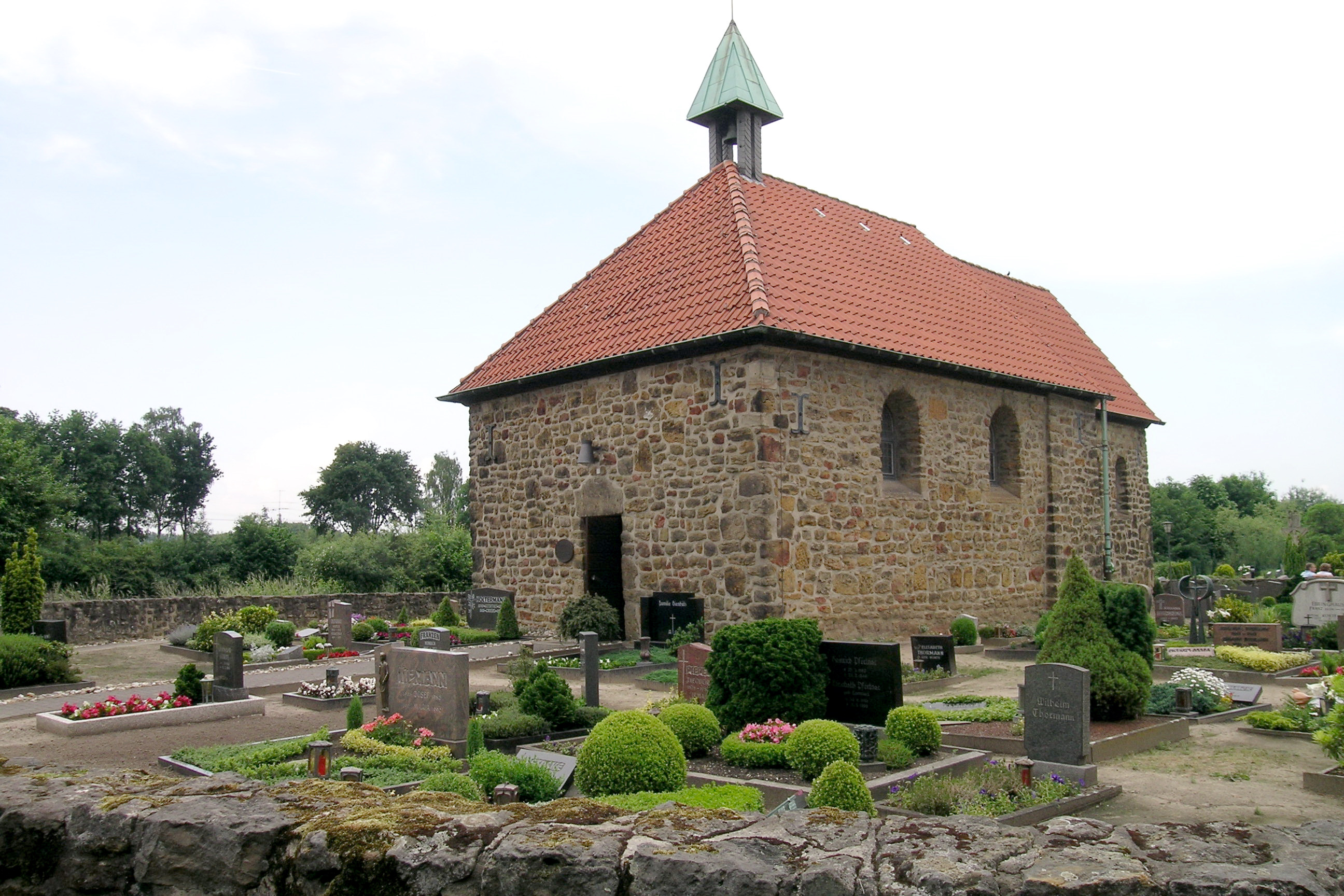
Katharinenkapelle am Kanal
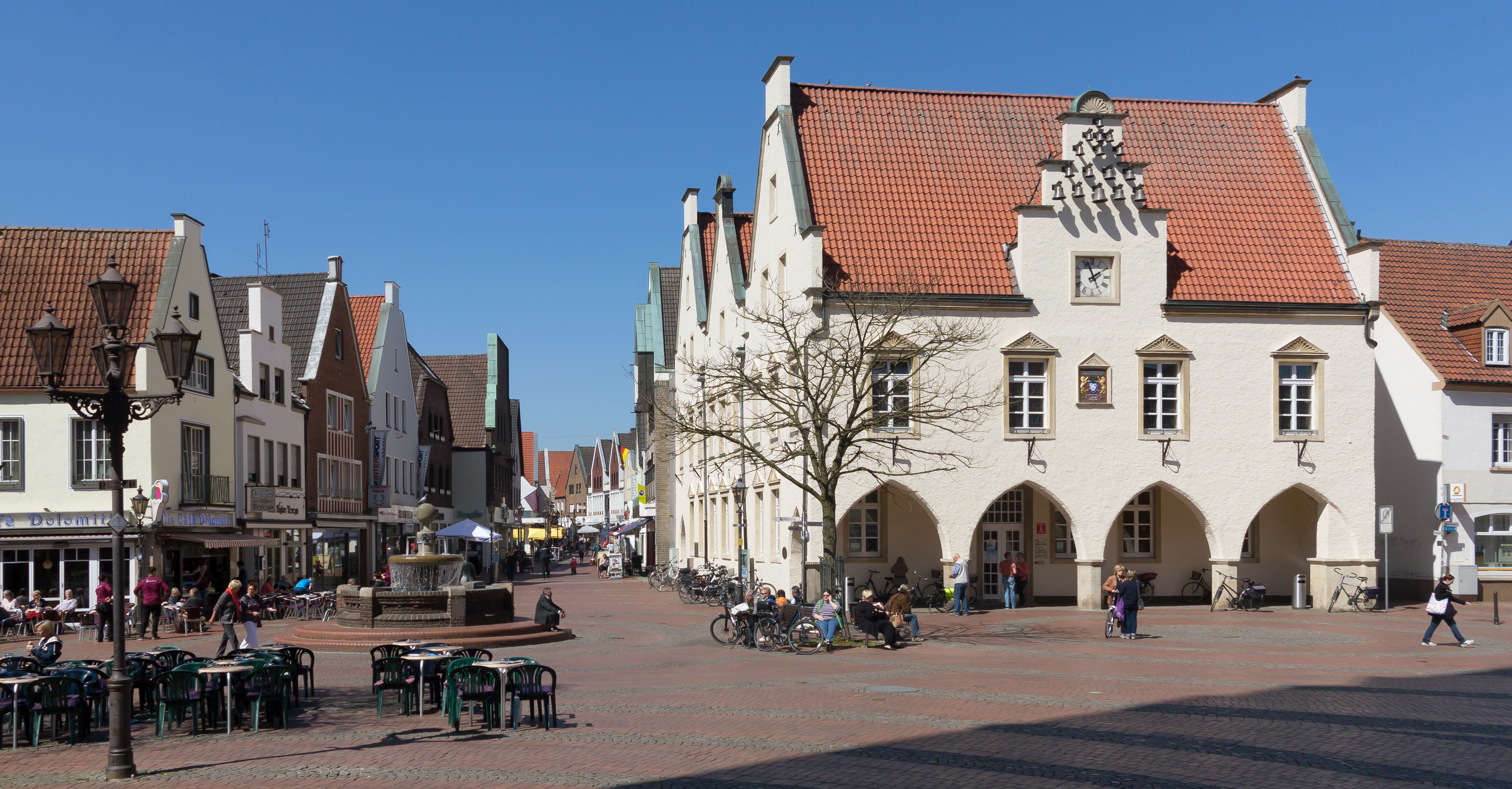
Altes Rathaus
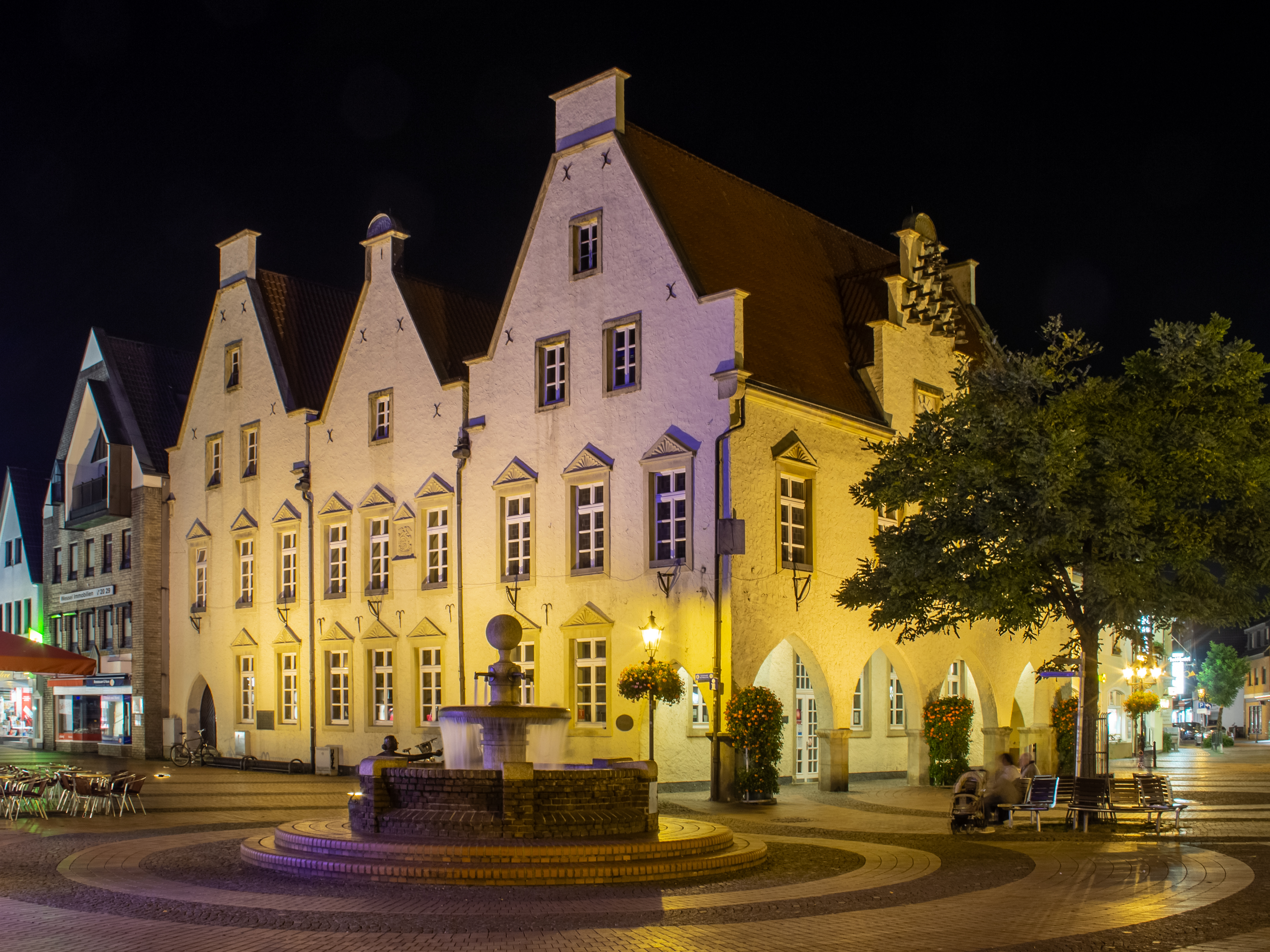
Altes Rathaus bei Nacht
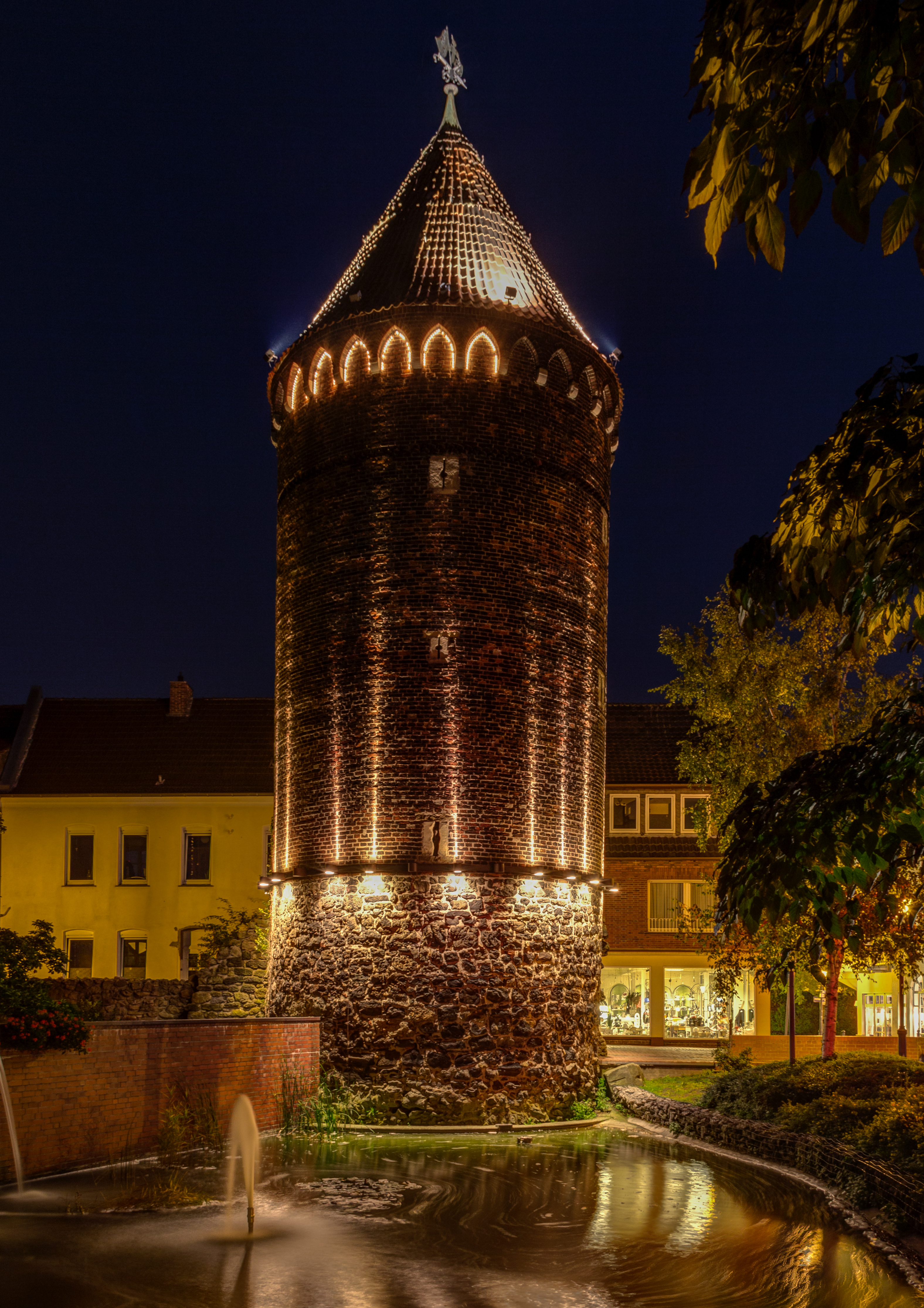
Siebenteufelsturm bei Nacht
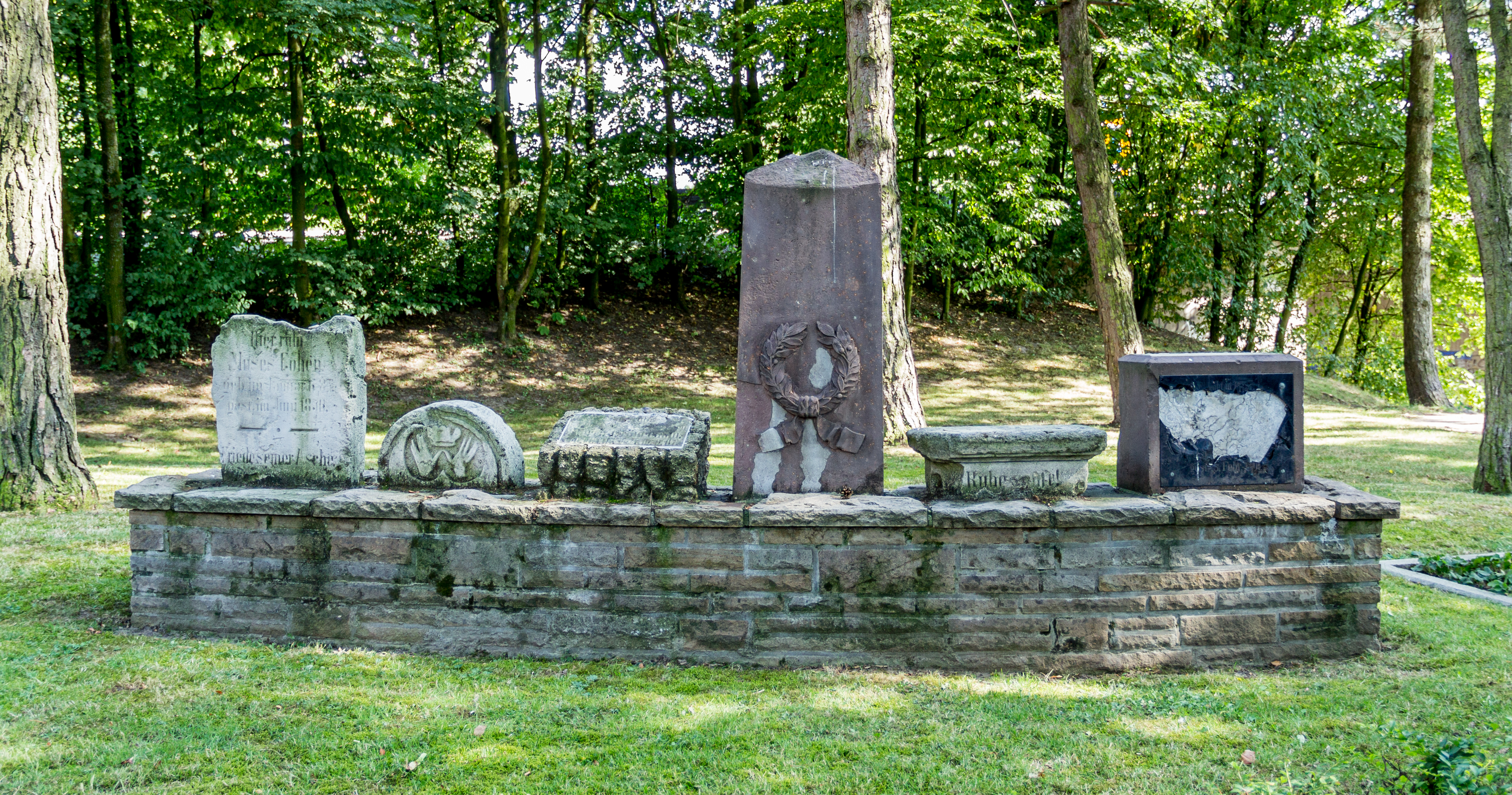
Alter Jüdischer Friedhof
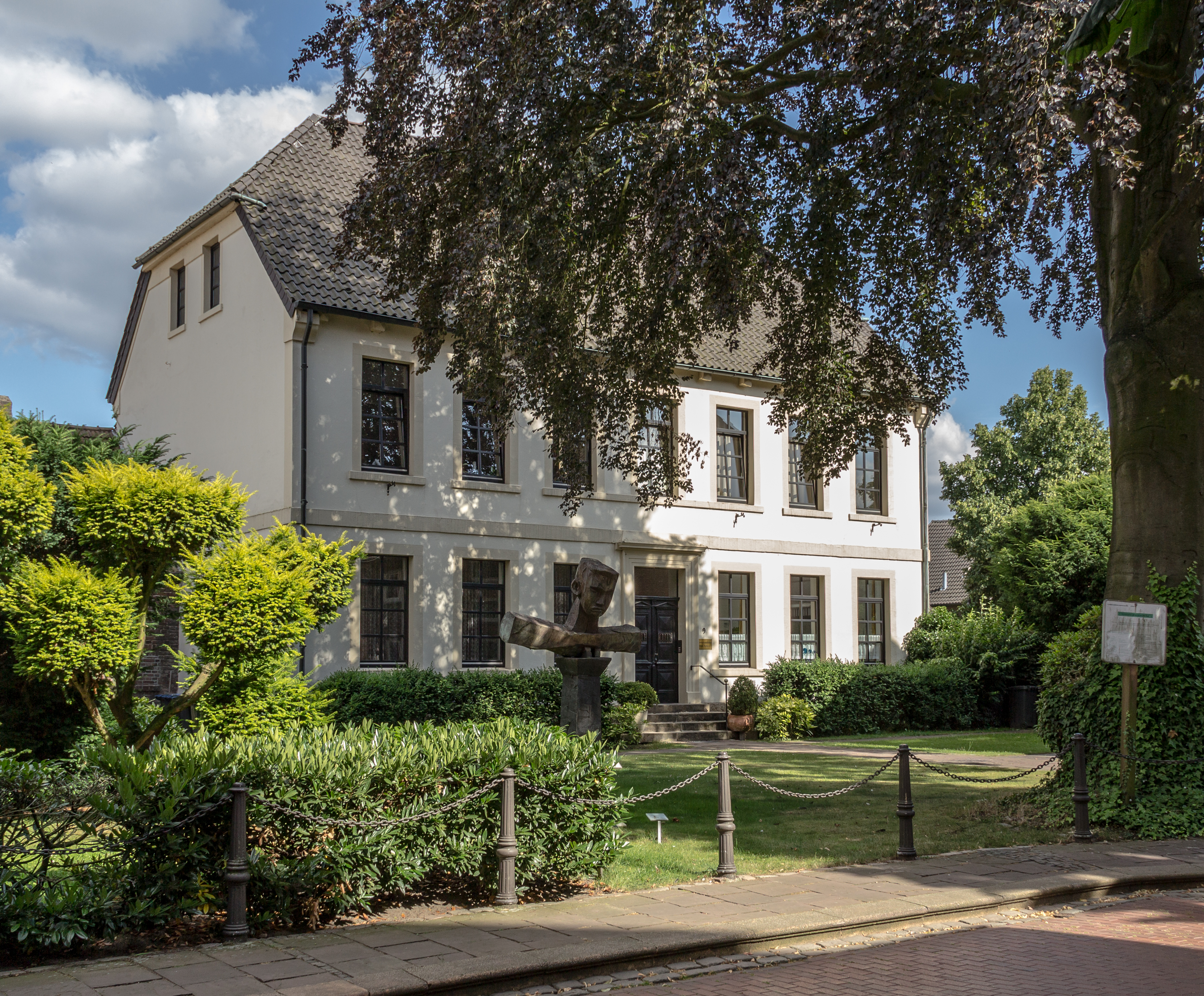
Altes Pastorat (St. Sixtus) und Skulptur „Gordian IX“
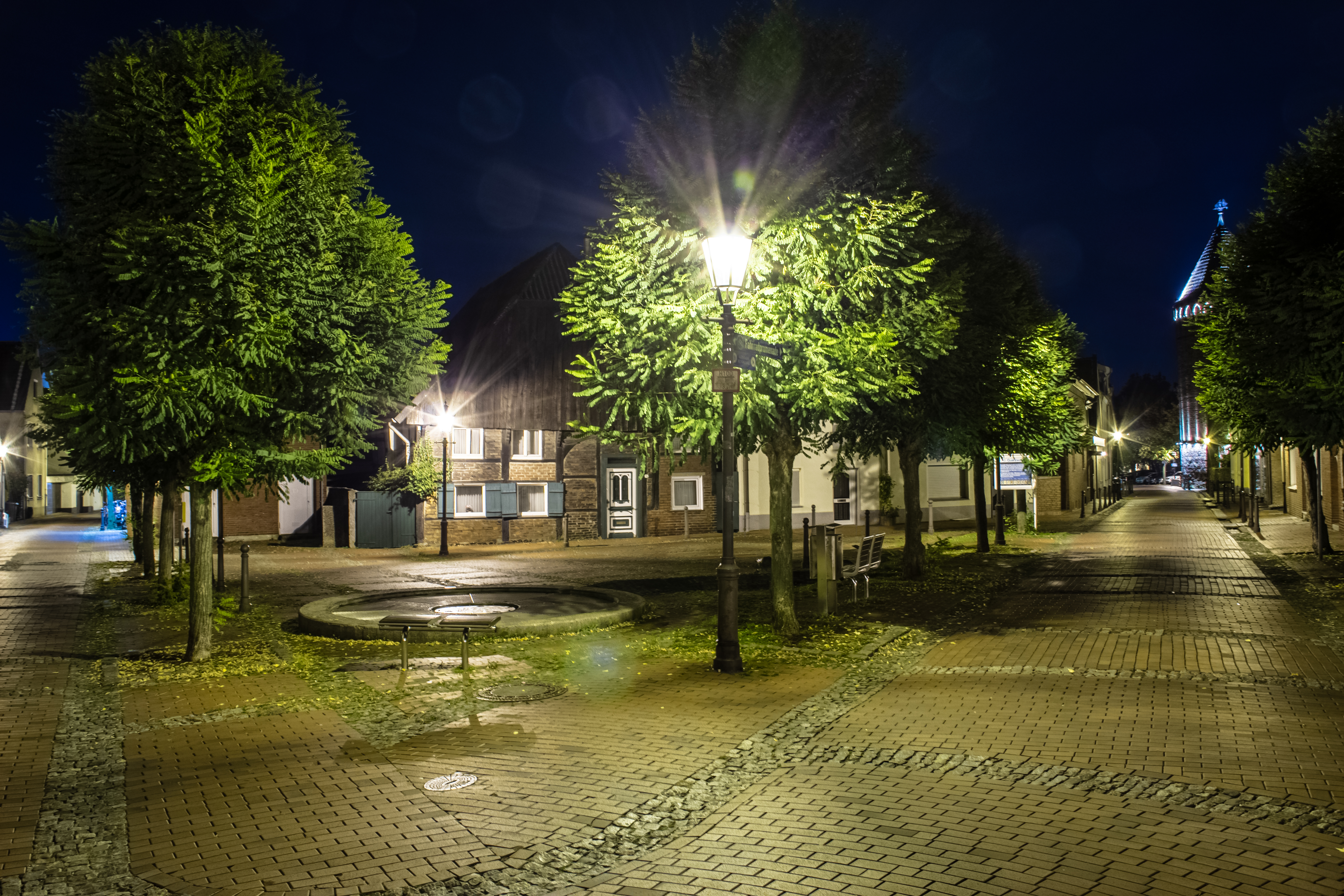
Gänsemarkt bei Nacht

### Museen
- LWL-Römermuseum
- Druckereimuseum in der Stadtbücherei
- Heimathaus Lippramsdorf

### Bibliotheken
Die Stadtbücherei, eine öffentliche Bibliothek in städtischer Trägerschaft, hält ca. 60.000 Bücher und Medien bereit. 95.000 Entleihungen von DVDs, CDs, Romanen, Sachbüchern und Kinderbüchern sind pro Jahr zu verzeichnen. Seit August 2008 hat die Stadtbücherei eine Internet-Zweigstelle zum Herunterladen von E-Books und anderen elektronischen Medien.
Im Bibliothekindex BIX, einem freiwilligen Vergleichsinstrument für öffentliche und wissenschaftliche Bibliotheken, konnte sich die Stadtbücherei im Jahr 2008 vom letzten auf den 33. Platz (von 41) in der Kategorie Gemeinden zwischen 30.000 und 50.000 Einwohnern verbessern.
Weiterhin gibt es katholische öffentliche Büchereien in der Stadtmitte, Lippramsdorf und Sythen.

### Kunst und Kultur

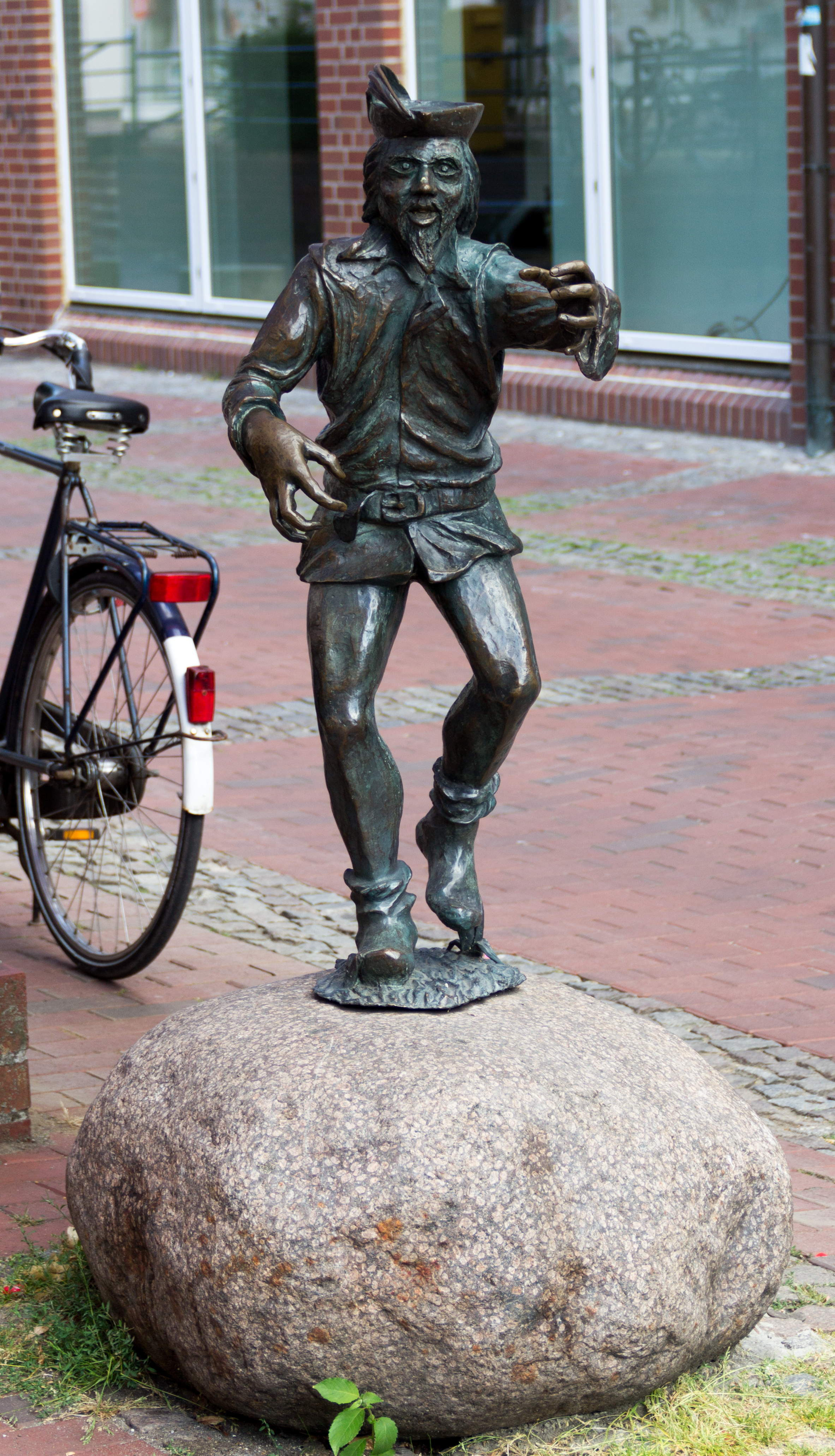
Skulptur „Lohmännken“
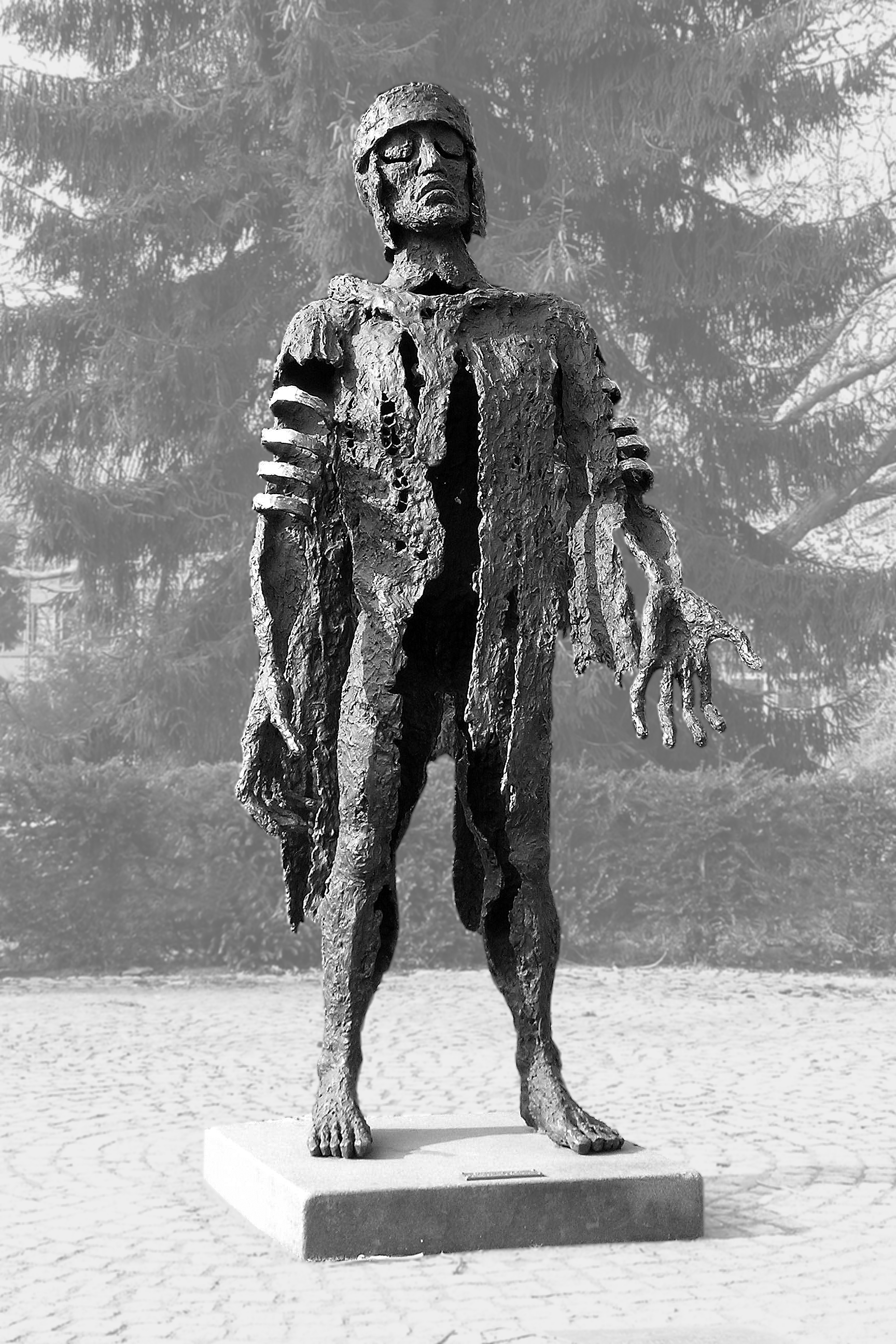
Der gescheiterte Varus
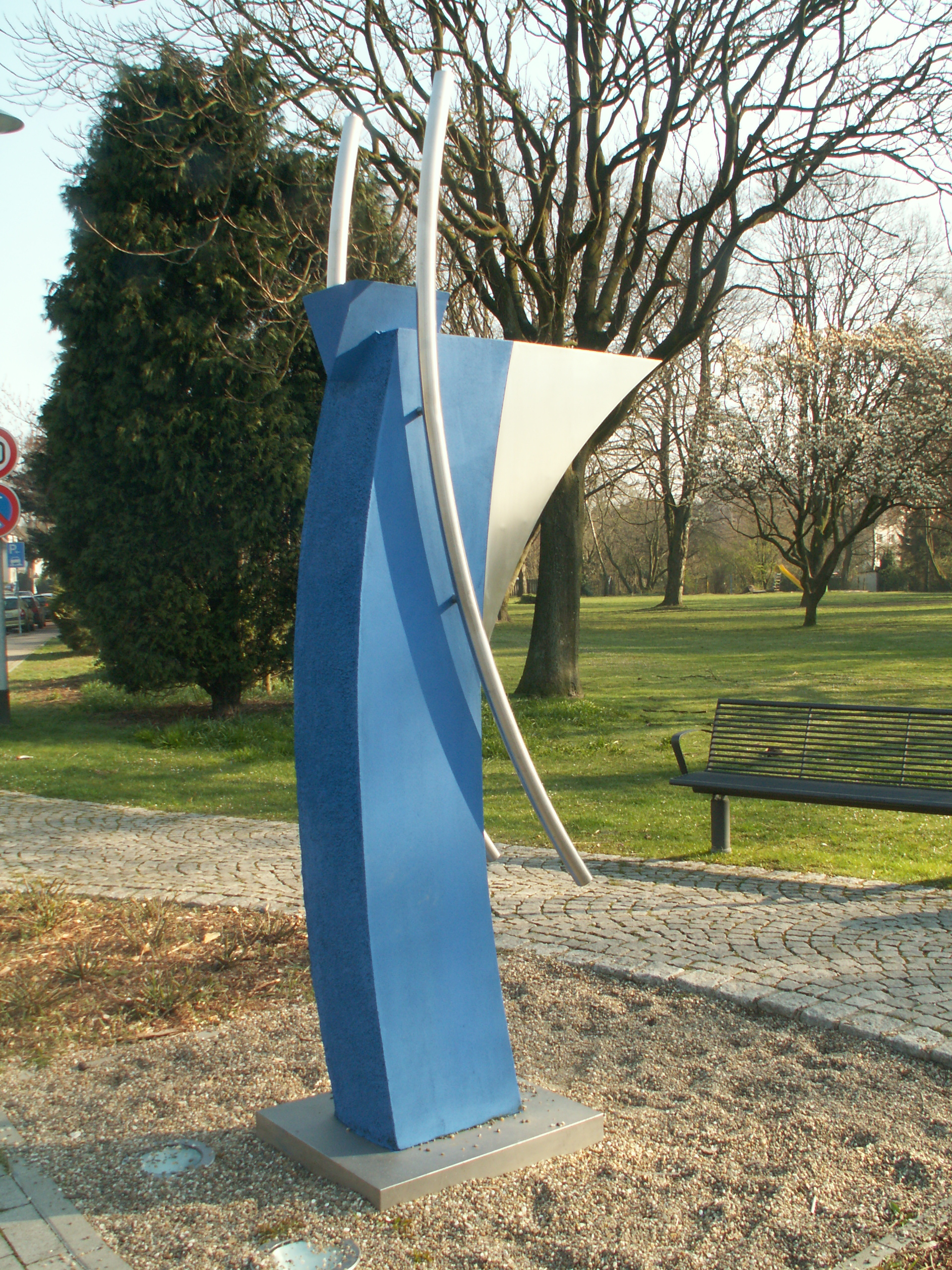
Der Kiep
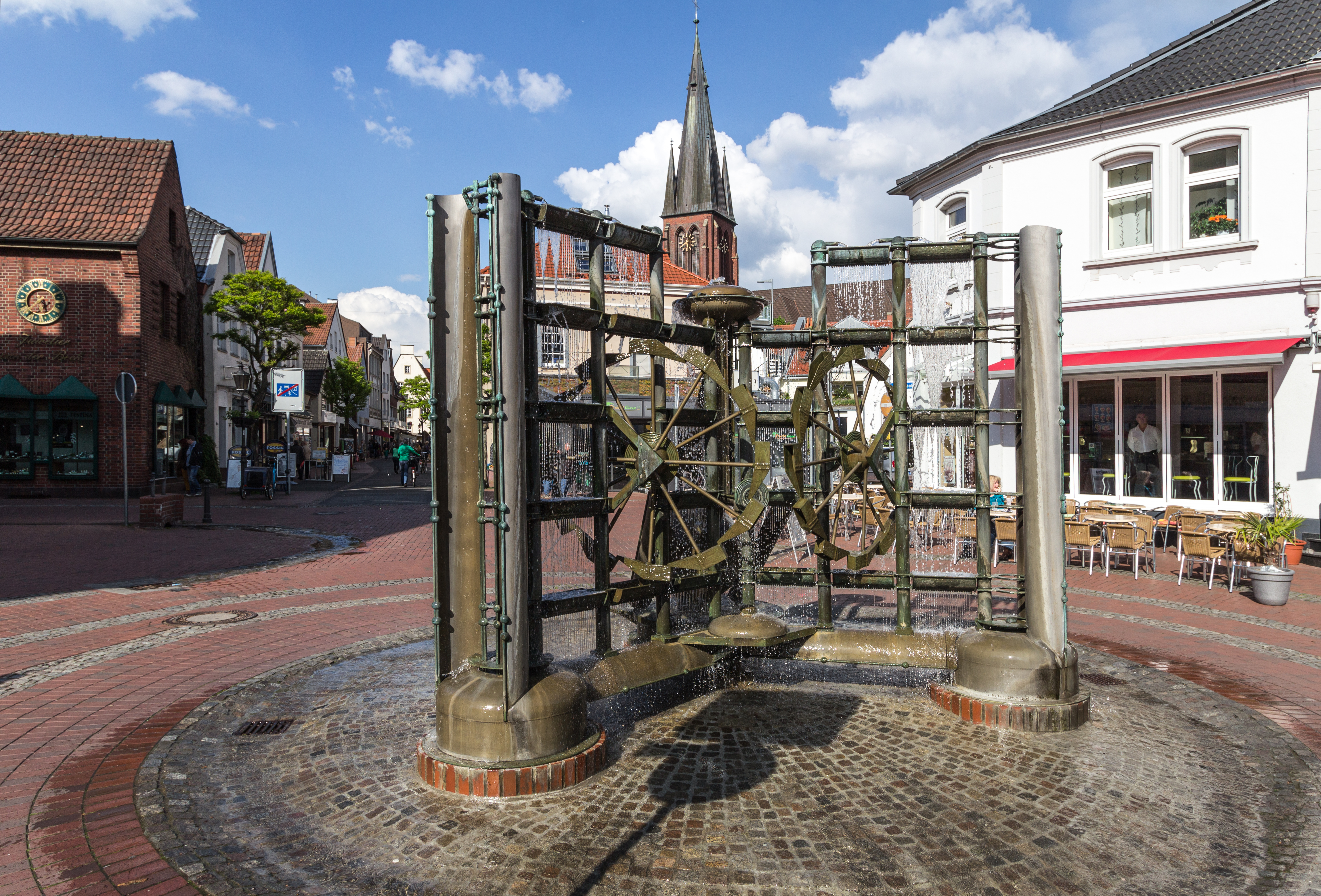
Brunnenskulptur am Merschtor

In der Stadt Haltern leben und arbeiten verschiedene Künstler, wie Ulrich Schriewer (Skulptur Der Kiep), Ursula Bandomir, Ilona Betker, Mechthild Dasch, Brigitte Lotte. Im Künstlerhof-Lavesum wird eine offene Ateliergemeinschaft gepflegt. Der Maler Hermann Moog lebte über 30 Jahre in Holtwick und schuf hier viele seiner Werke. Es finden regelmäßig Ausstellungen von Halterner Künstlern statt, unter anderem im Alten Rathaus. Die Stadt unterhält auch eine Musikschule für über 400 Schüler. Mehrere Vereine und Stiftungen fördern die Kunst in Haltern, beispielsweise die Kulturstiftung Masthoff, die auch die Bronzeskulptur Der gescheiterte Varus des Künstlers Wilfried Koch als Leihgabe aufgestellt hat.
Weitere Kunstwerke in der Stadt:
- Lohmännken (te Kluve) in der Rekumer Straße
- Marktbrunnen (Helmut Schlüter) vor dem Alten Rathaus
- Die Taucher (Peter Bracht) vor dem Bahnhof
- Brunnenskulpturen am Mühlen- und Merschtor
- Kohküttelmarkt in der Sixtus Straße

### Bauwerke

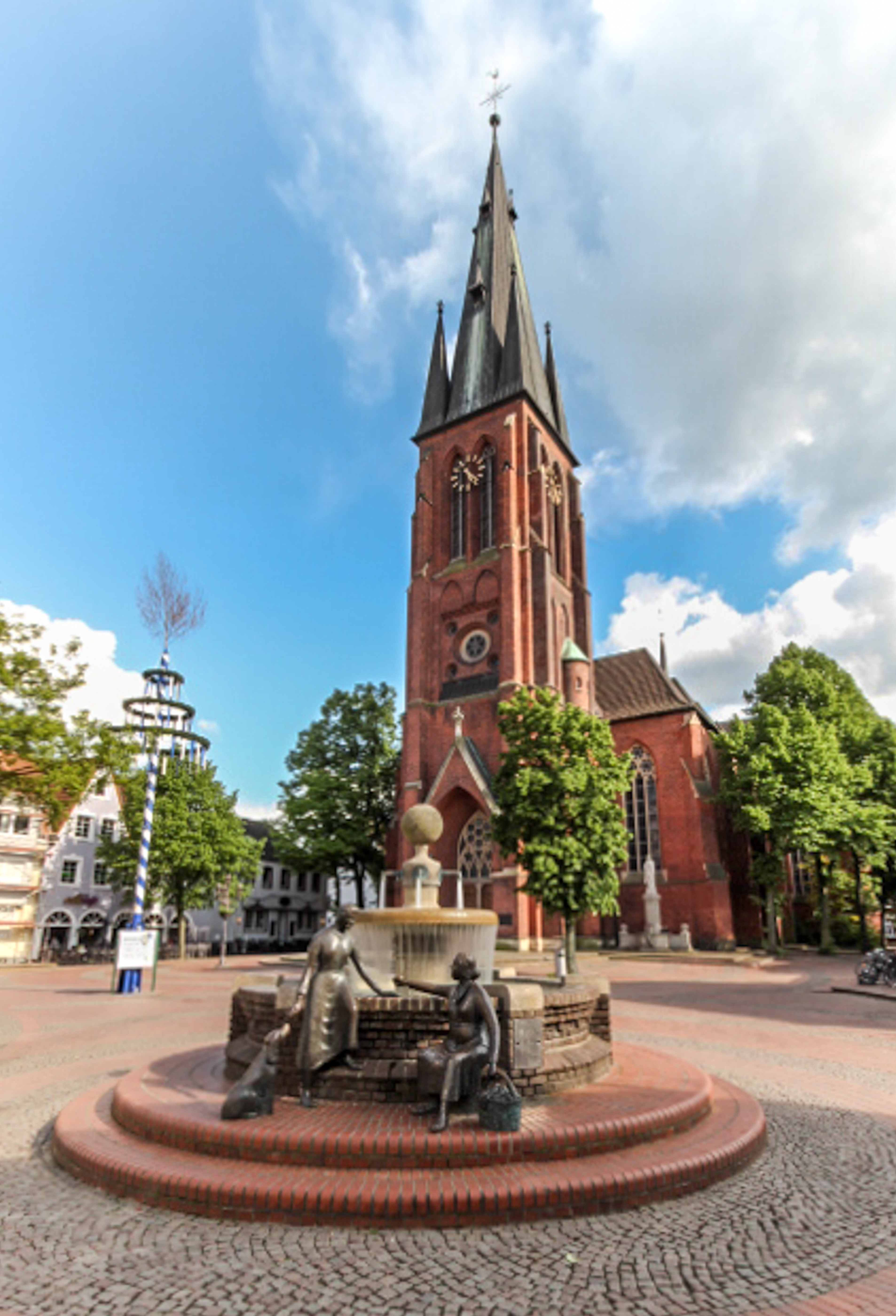
St.-Sixtus-Kirche und Marktbrunnen

- Romanische Kirchen

Entlang des Wesel-Datteln-Kanales liegen drei sehenswerte romanische Kirchen (teils gotisch erweitert), im Stadtteil Flaesheim die Maria-Magdalena-Kirche aus dem 14. Jahrhundert und im Stadtteil Hamm-Bossendorf die Heilig-Kreuz-Kirche aus dem 12. Jahrhundert sowie die Kapelle Sankt Katharina aus karolingischer Zeit (8. Jahrhundert), somit eines der ältesten Gebäude in Nordrhein-Westfalen und der älteste Massivbau im Vest Recklinghausen.
- St.-Sixtus-Kirche

Die neugotische Backstein-Hallenkirche wurde 1879 nach Plänen von August Hanemann aus Münster errichtet. Im Inneren befinden sich einige ältere Ausstattungsstücke, darunter ein Gabelkruzifix aus Eichenholz, das um 1330/40 entstanden sein dürfte. Es wurde 1961 restauriert. Beachtenswert sind ferner das Antwerpener Retabel vom Anfang des 16. Jahrhunderts und das 1710 entstandene Epitaph von Galen.
- Erlöserkirche

Im neugotischen Stil erbautes evangelisches Gotteshaus
- St.-Laurentius-Kirche
- St.-Marien-Kirche
- St.-Antonius-Kirche
- Altes Rathaus

Das von 1575 bis 1577 errichtete Alte Rathaus wurde im Zweiten Weltkrieg schwer beschädigt. Der Wiederaufbau erfolgte von 1948 bis 1952 in vereinfachter Form. Es handelt sich um einen zweigeschossigen Putzbau in Traufenlage, der im Erdgeschoss eine Laube mit spitzbogigen Arkaden aufweist. Hier befinden sich die Stadtagentur und ein Raum für Ausstellungen. Im Obergeschoss wird der ehemalige Ratssaal für kulturelle Veranstaltungen (Konzerte, Lesungen, Ausstellungen) genutzt.
- Siebenteufelsturm

Der aus Ziegeln bestehende Rundturm mit Spitzbogenfries ist mit 1502 bezeichnet. Er ist das letzte Zeugnis der im 18. Jahrhundert abgetragenen Stadtbefestigung.
- Altes Pastorat

Der einfache klassizistische Putzbau von sieben Achsen entstand wohl in der ersten Hälfte des 19. Jahrhunderts.
- Heimathaus Lippramsdorf

Ein als Heimatmuseum gestaltetes historisches Bauernhaus
- Schloss Sythen und Alte Mühle Sythen
- Seestadthalle

Veranstaltungs- und Ausstellungshalle
- Zeche Auguste Victoria Schacht 8 in Lippramsdorf

Die Anlage mit ihrem markanten Fördergerüst ist Standort der Route der Industriekultur – Industriekultur an der Lippe und zentraler Punkt für die untertägigen Bergbauaktivitäten der Zeche.
- Fernmeldeturm Haltern auf dem Waldbeerenberg
- Durch die schweren alliierten Bombenangriffe am 21. März 1945 wurde der historische Stadtkern in weiten Teilen zerstört. Von den früher das Stadtbild wesentlich mitbestimmenden Fachwerk-Dielenhäusern hat sich Gaststiege Nr. 15 am besten erhalten. Das eingeschossige Haus mit Krüppelwalmdach, dessen verbretterter Giebel über Knaggen vorkragt, wurde 1611 errichtet. Ein vergleichbarer Bau steht am Gantepoth 13. Er entstand 1613. Unter der Adresse Merschstraße 11 findet sich ein zweigeschossiger klassizistischer Putzbau mit dreiachsigem Mittelrisalit, der vermutlich in der Mitte des 19. Jahrhunderts erbaut wurde. Als Vertreter der Neuen Sachlichkeit ist der Flachdachbau Merschstraße 18 zu nennen.

### Wallfahrtskapelle und Pilgerkirche St. Anna

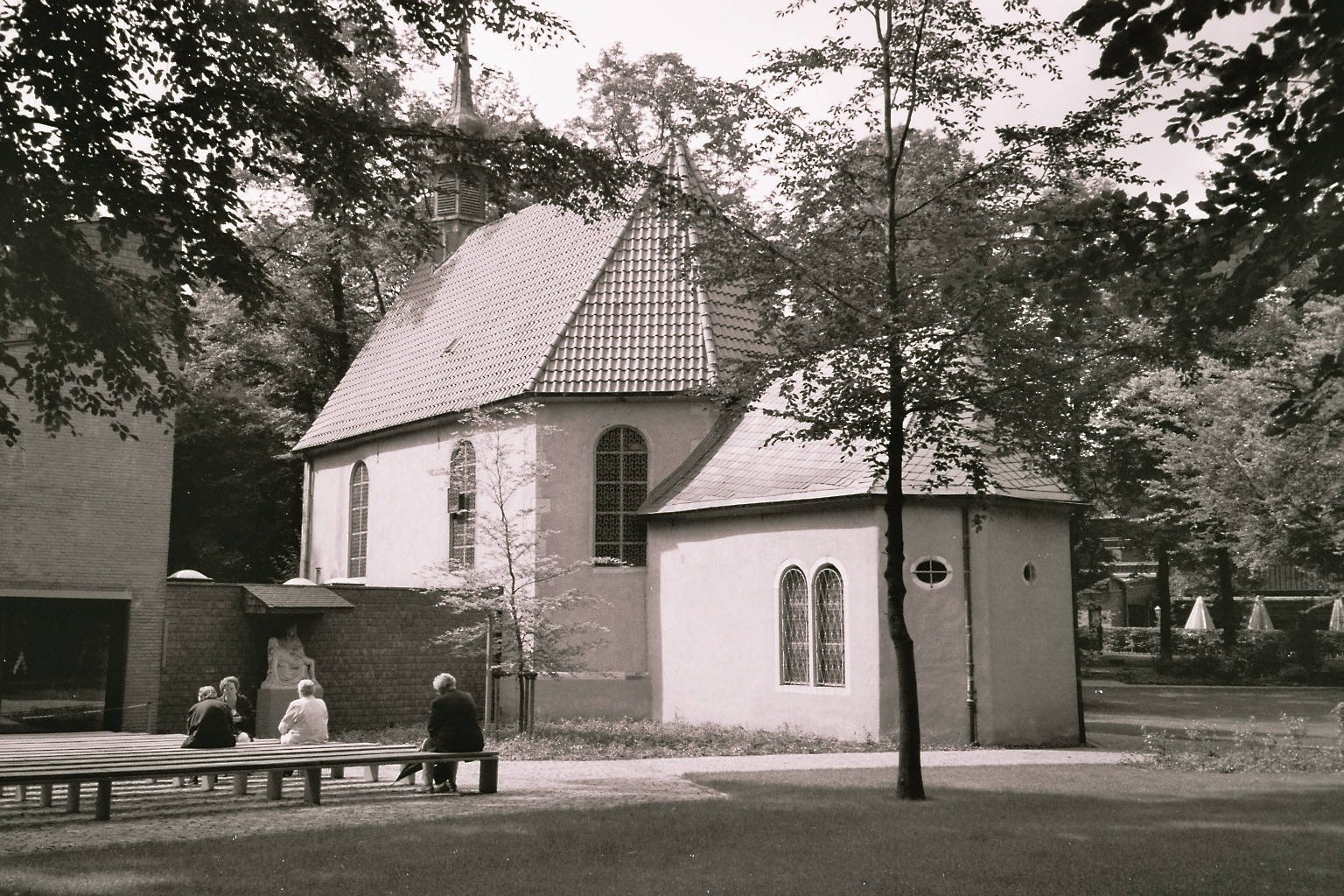
Annaberg-Kapelle

Die Wallfahrtskapelle St. Anna liegt südwestlich der Kernstadt Halterns auf einem südlichen Ausläufer der Hohen Mark. Eine urkundliche Erwähnung der Kapelle erfolgte schon 1378, die der heiligen Anna/Anna selbdritt gewidmet war. Ab etwa 1556 fanden die ersten Wallfahrten zur Kapelle statt. In ihrer Nähe befindet sich eine Quelle, der zu der damaligen Zeit eine heilkräftige Wirkung nachgesagt wurde. Die heutige alte Kapelle datiert auf 1653, ihre moderne Erweiterung auf 1967. Viele Vertriebene aus Schlesien haben ihre traditionelle Annaberg-Wallfahrt hierher übertragen. In der unmittelbaren Umgebung der Wallfahrtsstätte befinden sich Unterbringungsmöglichkeiten für die Pilger.

### Parks
- Kardinal-Graf-von-Galen-Park

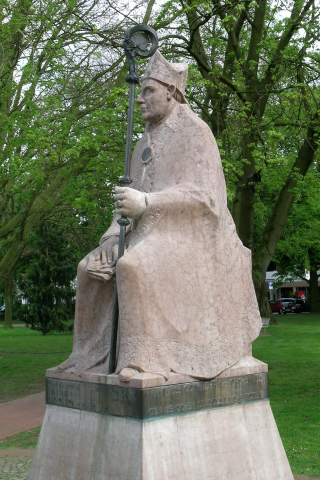
Kardinal Graf von Galen

Der Graf-von-Galen-Park befindet sich in der Stadtmitte, zwischen Siebenteufelsturm und neuem Rathaus, und dient auch als Veranstaltungsfläche. Im Park stehen das Denkmal des Bischofs Graf von Galen des Kölner Bildhauers Elmar Hillebrand und die Varus-Bronzeskulptur.
- Westufer-Park (WUP)

Im Park am Westufer des Halterner Stausees befinden sich ein Kunstrasenfußballplatz, ein Kinderspielplatz und ein großes Klettergerüst; durch den Park führt eine von Hochzeitspaaren gepflanzte Baumreihe. Der Stausee ist gut einsehbar, wegen der Trinkwasserfunktion ist das Ufer durch Zäune abgegrenzt und nicht zugänglich.
- Kohküttelmarkt/„Der See schlägt Wellen“

Dieser neue Park entsteht seit 2011 mit Fördermitteln des Landes Nordrhein-Westfalen. Er verbindet über die Hullerner Straße und den Lippspieker die Innenstadt mit dem Südufer des Sees. Der erste Bauabschnitt wurde 2012 eröffnet und beginnt am Schüttenwall und endet an der Bahnunterführung der Hullerner Straße. Der zweite Abschnitt wurde im Jahr 2014 eröffnet und führt nun weiter zur Seestadthalle und auf der anderen Seite bis Fußweg in Richtung Westufer-Park.

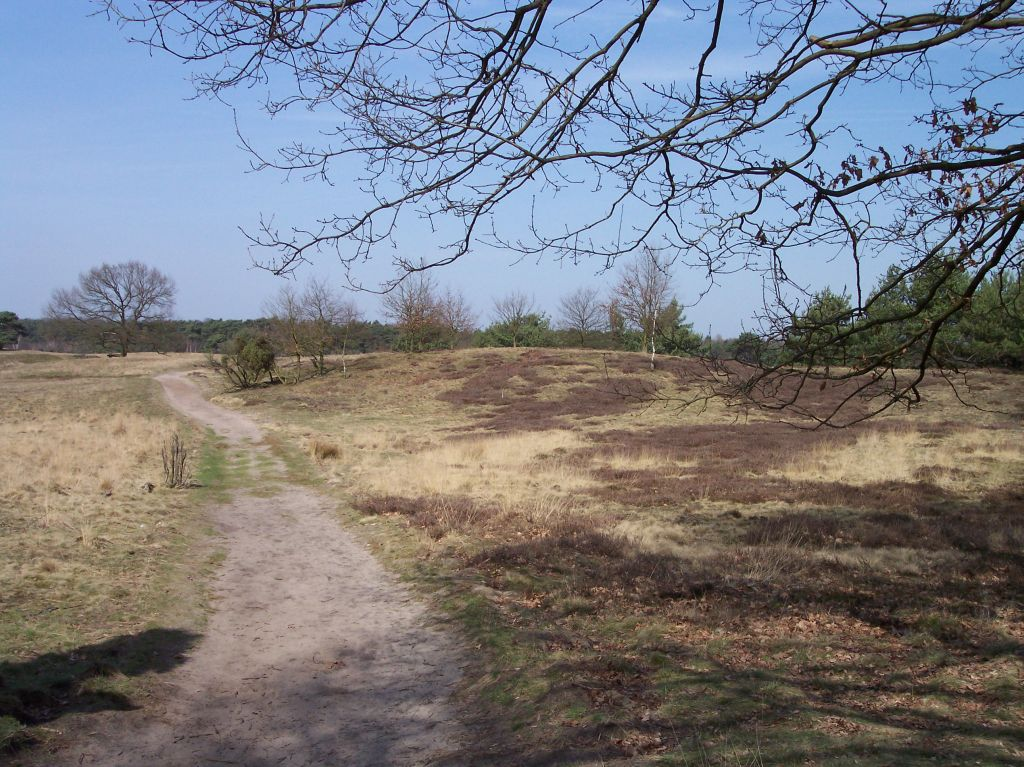
Westruper Heide
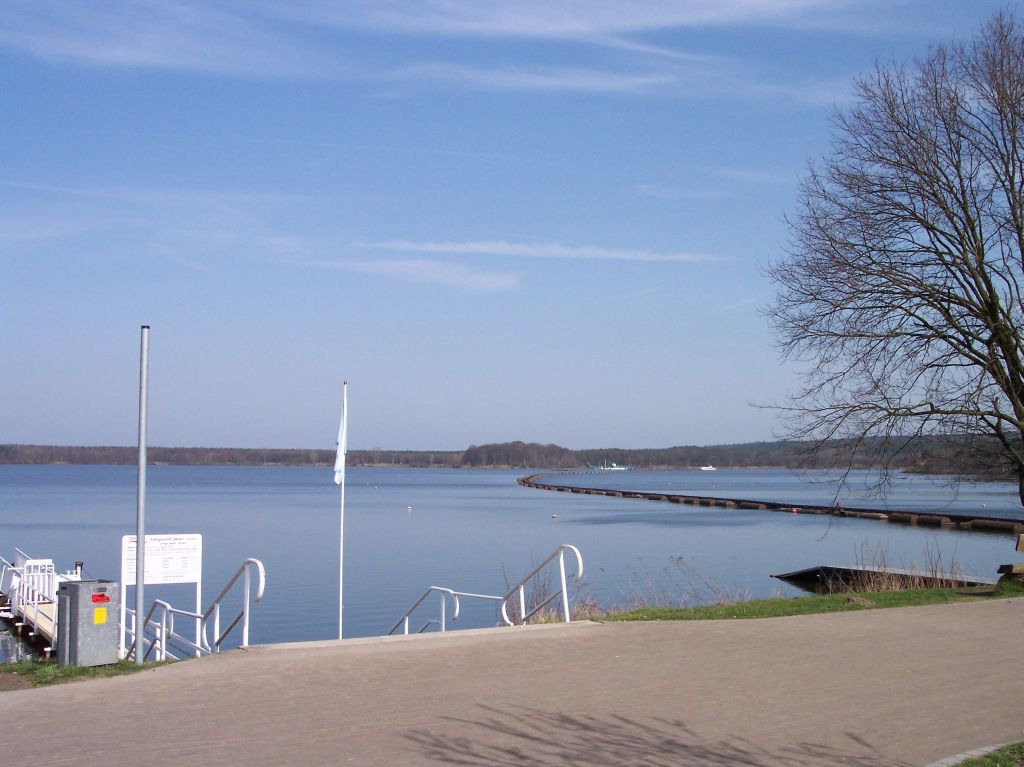
Halterner Stausee
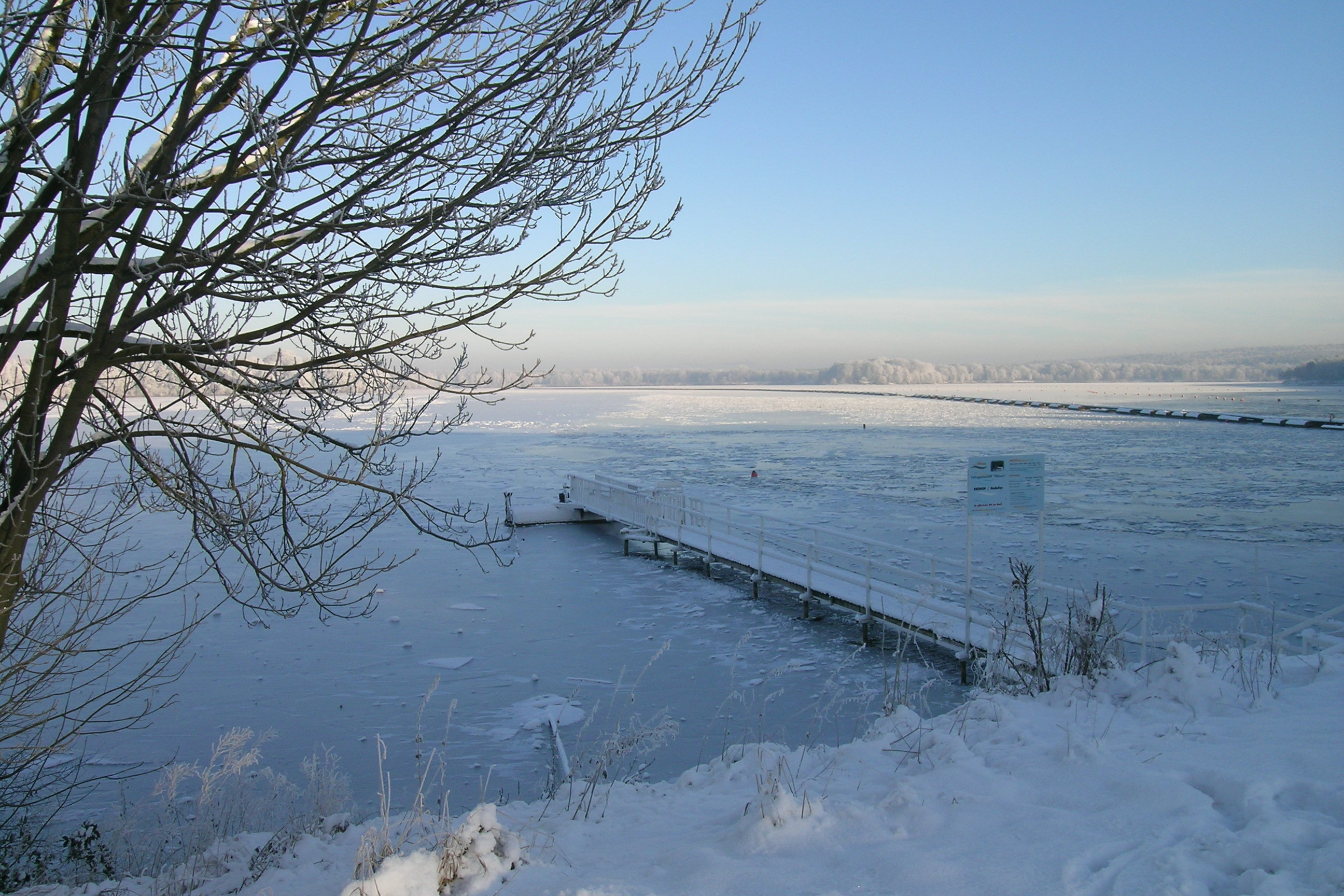
Zugefrorener Stausee

### Natur
- Waldgebiete im Naturpark Hohe Mark-Westmünsterland, insbesondere Halterner Berge und die Haard
- Naturschutzgebiet Westruper Heide und z. B. das Naturdenkmal Hexenbuche an der Granatstraße
- Halterner Stausee
- Talsperre Hullern
- Landschaftsschutzgebiet Silberseen und Schmaloer Heide

### Preise
- Der Münsterländer Kabarettpreis (Kiep) wird nach einem alle zwei Jahre stattfindenden Wettbewerb vergeben. Die Preisstatuette ist eine verkleinerte Kopie der Statue Kiep (ein stilisierter Kiepenkerl) des Halterner Künstlers Ulrich Schriewer, welche seit 2004 in der Nähe des Bahnhofs steht.
- Der Jugendkulturförderpreis wird seit 1989 im Rahmen eines Musikwettbewerbs an eine Halterner Rockband verliehen.

### Freizeit
- Erlebnis-Bauernhof: früher „Bauer Ewald“, heute Prickingshof
- Freizeitpark: Ketteler Hof
- Jugendbildungsstätte Gilwell Sankt Ludger der DPSG Diözese Münster
- Naturwildpark Granat
- Seebad Haltern
- Kulturboitel: Kabarett und Comedy
- Rockbüro Haltern: Konzerte und Musik
- Seerundfahrt mit Fahrgastschiff „Möwe“
- Silberseen
- Halterner Stausee

### Sport
- Die Vereinigten Sportschützen Haltern waren ein deutscher Spitzenverein im Luftpistolenschießen (Deutscher Meister 2002 und 2004), der sich 2006 aus der Bundesliga zurückzog. Für den Verein schoss unter anderem Olympiasieger Franck Dumoulin.
- Der ATV Haltern ist der größte Sportverein in Haltern. Zu den zahlreichen Erfolgen gehört unter anderem auch die Weltmeisterschaft der Vereinsmannschaften durch die Indiaca-Damenabteilung.
- Der größte Handballverein ist der HSC Haltern Sythen.
- Der mitgliederstärkste Fußballverein ist der TuS Haltern. Aus der Jugend des TuS Haltern gingen mehrere Bundesligaspieler, darunter die späteren Nationalmannschaftsspieler Christoph Metzelder und Benedikt Höwedes, hervor.
- In Haltern ist einer von drei Armwrestling Vereinen in NRW, der Armwrestling Club Haltern.

### Musikzüge und -vereine

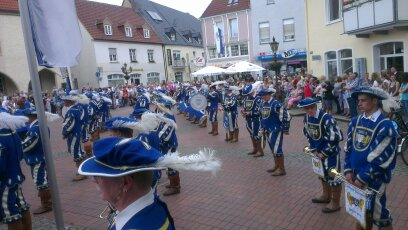
Mitglieder des 1. Landsknecht Fanfarenkorps Haltern beim historischen Schützenfest in Landsknechtuniformen

- 1. Landsknecht Fanfarenkorps Haltern, Haltern, Gründung 1956.
- Blasorchester Hullern, Hullern, Gründung 1995
- Jugendblasorchester Lavesum, Lavesum, Gründung 2011.
- Lavesumer Blasmusik, Lavesum, Gründung 1986 (bereits früher existierte eine Blasmusik im Ortsteil Lavesum)
- Spielmannszug Blau Weiß Sythen, Sythen, Gründung 1954.
- Spielmannszug Flaesheim der Feuerwehr, Flaesheim, Gründung 1905.
- Spielmannszug In Treue fest, Haltern, Gründung 1960.
- Spielmannszug Westfalenklang Hullern, Hullern, Gründung 1933.

### Regional bedeutende Veranstaltungen
- Neujahrsschwimmen, jährlich an Neujahr im Seebad Haltern am See
- Heimatfest Haltern, Stadtfest seit 1981, jährlich
- Traditionelles Schützenfest Haltern (Mitte), das größte der zehn Schützenfeste der Stadt, in ungeraden Jahren
- White Night Haltern, Musik- und Kulturnacht an diversen Örtlichkeiten
- Sunset Beach, Musikfestival, jährlich
- „FeierAbend“-Markt, musikalisch und kulinarisches Event in der Altstadt, jeden dritten Donnerstag im Monat von Frühling bis Herbst[31]

## Wirtschaft und Infrastruktur

Schwimmende Photovoltaik-Freiflächenanlage (Floatovoltaic) der Quarzwerke GmbH auf dem Silbersee III

Die Stadt Haltern weist das höchste durchschnittliche Primäreinkommen je Einwohner im Kreis Recklinghausen auf. Im Landesvergleich belegte sie bezüglich des durchschnittlich verfügbaren Einkommens im Jahr 2016 die Rangziffer 127 unter den 396 Gemeinden in Nordrhein-Westfalen. Damit gehört Haltern am See zu den einkommensstärkeren Gemeinden des Bundeslandes.

### Verkehr

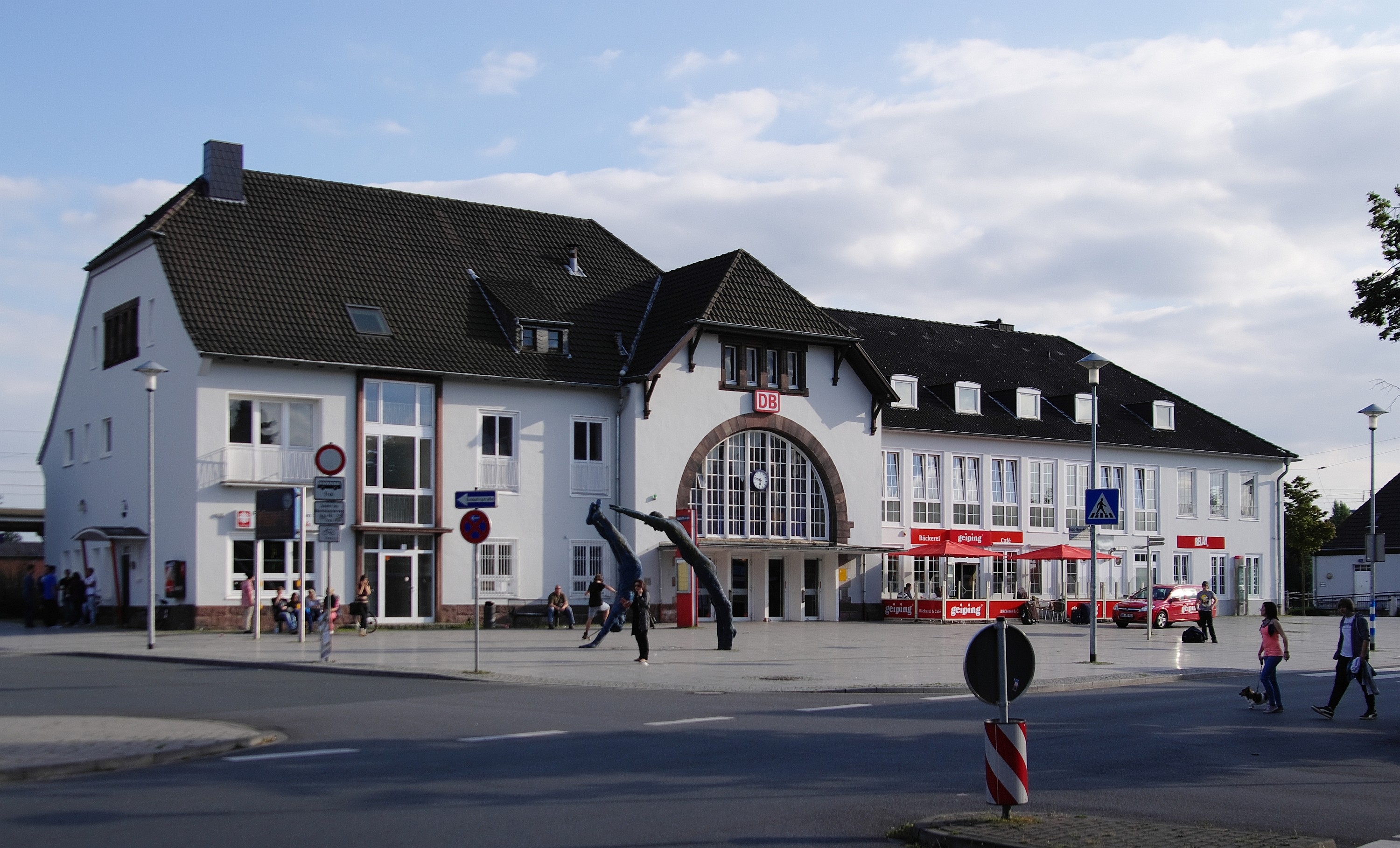
Bahnhofsgebäude mit Roost-Warendin-Platz

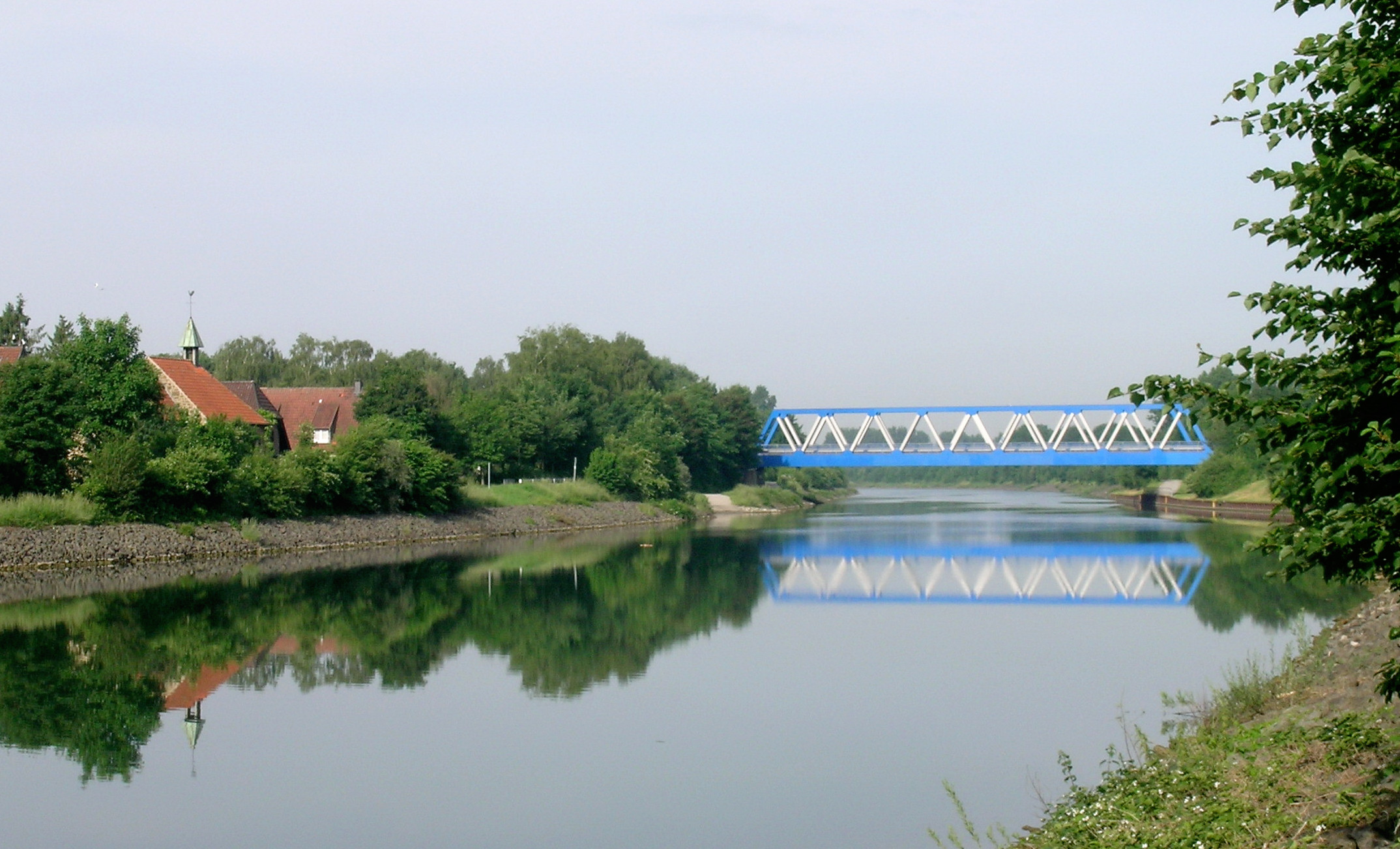
Wesel-Datteln-Kanal mit Katharinenkapelle

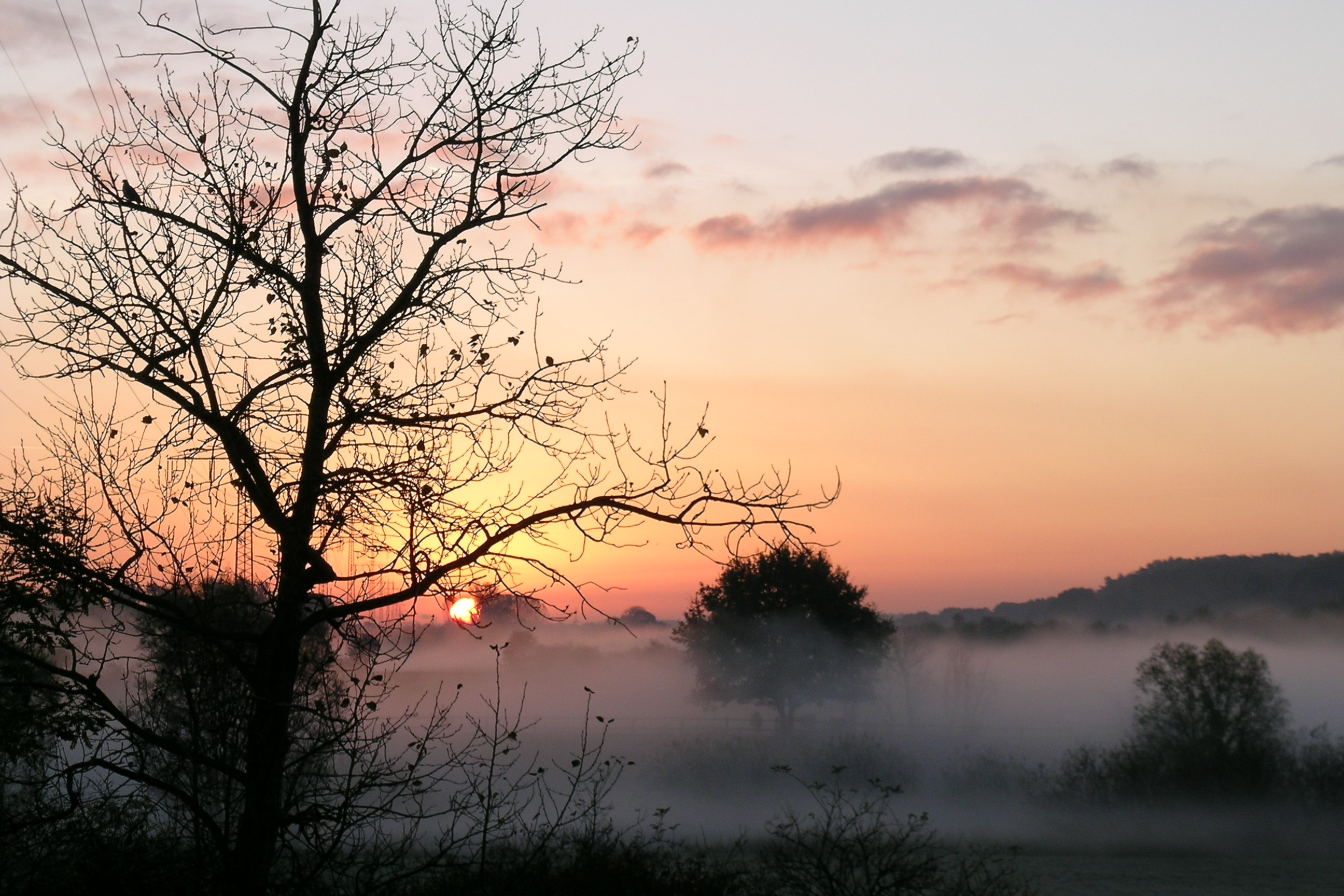
Herbst-Sonnenaufgang an der Lippe

Die Stationen Haltern am See und Sythen liegen an der Bahnstrecke Wanne-Eickel–Hamburg. Beide werden vom halbstündlich verkehrenden Niers-Haard-Express (RE 42) Mönchengladbach – Krefeld – Duisburg – Essen – Gelsenkirchen – Recklinghausen – Münster angefahren, wobei jeder zweite Zug erst in Essen beginnt bzw. dort endet. Mit dem RE 41 gibt es eine stündliche Direktverbindung nach Bochum. Am Bahnhof Haltern kommt außerdem noch der stündliche Rhein-Haard-Express (RE 2) Düsseldorf–Duisburg–Essen–Gelsenkirchen–Recklinghausen–Münster–Osnabrück dazu, der sehr vereinzelt auch in Sythen hält. Zudem beginnt ein Linienast der S 9 nach Wuppertal über Gladbeck, Bottrop und Essen (Stundenrhythmus) in Haltern. Der Personenverkehr auf der Bahnstrecke Haltern–Venlo wurde schon 1962 eingestellt.
Der Busverkehr mit dem Busbahnhof vor dem Bahnhof Haltern und der stadtnahen Haltestelle Kärntner Platz wird von der Vestischen betrieben; es bestehen Verbindungen in die Halterner Ortsteile Flaesheim, Hamm-Bossendorf, Hullern, Lavesum, Lippramsdorf und Sythen sowie nach Datteln, Marl und die Dorstener Ortsteile Hervest und Wulfen. Außerdem verkehrt ein Bürgerbus.
| Linie | Verlauf | Takt (Mo–Fr)     |
| ----- | --- | ---------------- |
| 204   | Haltern-Lehmbraken Mitte – Sythen – Haltern am See Kärntner Platz – Marl Chemiepark Marl | einzelne Fahrten |
| 227   | Dorsten-Hervest Dorfstr. – Alt-Marl Riegestr. – Brassert – Marl Mitte – Drewer − Hüls – Marl-Hamm – Marl-Sickingmühle – Hamm-Bossendorf – Haltern am See Kärntner Platz – Haltern am See Bf                                   | 60 min           |
| 271   | Haltern am See Bf – Haltern am See Kärntner Platz – Völklingenstraße | 60/120 min       |
| 272   | Haltern am See Bf – Haltern am See Kärntner Platz – Hullern | 60 min           |
| 273   | Lehmbraken – Sythen – Sythen Bf – Haltern am See Kärntner Platz – Haltern am See Bf | 60 min           |
| 275   | Ketteler Hof – Lavesum – Haltern am See Kärntner Platz – Haltern am See Bf | 60 min           |
| TB277 | Taxibus: Haltern am See Bf – Haltern am See Kärntner Platz – Hamm-Bossendorf – Westfälische Klinik – Marl-Sinsen – Marl-Sinsen Bf                                                                                             | 60 min           |
| 288   | Haltern am See Bf – Haltern am See Kärntner Platz – Hamm-Bossendorf – Örter Pütt – Flaesheim – Ahsen – Bauerschaft Klostern – Datteln Bus Bf                                                                                  | 60 min           |
| 298   | Waldfriedhof Barkenberg – Dorsten-Barkenberg Handwerkshof – Lippramsdorf – Haltern am See Kärntner Platz – Haltern am See Bf                                                                                                  | 60 min           |
| BB    | BürgerBus: Haltern am See Bf → Haltern am See Kärntner Platz → Ferno-Center → Sixtus-Krankenhaus → Kärntner Platz → Sundernfriedhof → Evangelischer Friedhof → Kärntner Platz → Haltern am See Bf Es gilt der Bürgerbus-Tarif | 60 min           |

Außerhalb der Busbetriebszeiten besteht die Möglichkeit, ein Anrufsammeltaxi zu ordern. Für den gesamten öffentlichen Personennahverkehr gilt der Tarif des Verkehrsverbundes Rhein-Ruhr (VRR), der NRW-Tarif und im Übergang ins Münsterland der Westfalentarif.
Im Fernstraßenbereich ist Haltern durch die A 43 (Wuppertal – Münster) mit den Anschlussstellen (9) Haltern-Flaesheim (8) Haltern und (7) Lavesum erschlossen. Südlich des Stadtgebiets endet die A 52 (Mönchengladbach–Marl) im Autobahnkreuz Marl-Nord.
Die Bundesstraße 58 Wesel–Langenberg (Kreis Gütersloh) führt in West-Ost-Richtung durch die Kernstadt Halterns. Die Bundesstraße 51 Bremen–Saargemünd führte in Nord-Süd-Richtung durch Haltern, ist hier allerdings wegen der parallel verlaufenden Bundesautobahn 43 zur Landstraße 551 herabgestuft.
Haltern liegt auch an Radfahrwegen. Zum einen an der Römer-Lippe-Route, die von Wesel aus der Lippe aufwärts folgt und dann von Bad Lippspringe durch die Dörenschlucht nach Detmold führt. Zum anderen an der 100-Schlösser-Route im Münsterland, an der zirka 310 Kilometer langen Westroute.
Die nächsten Flughäfen befinden sich in Dortmund (50 km), Düsseldorf (73 km) und Münster-Osnabrück (71 km). Verkehrslandeplätze gibt es in Lüdinghausen-Borkenberge (10 km) und Marl-Loemühle (10 km).
Der Wesel-Datteln-Kanal führt, südlich des Kernorts Haltern, durch das Stadtgebiet.
In Haltern befindet sich ein ADAC-Fahrsicherheitszentrum.

### Unternehmen mit Sitz oder wichtigem Standort in Haltern
- Quarzwerke GmbH
- Gelsenwasser AG mit dem Wasserwerk Haltern
- Volksbank Haltern
- Raiffeisen Warengenossenschaft Haltern eG
- Wagner GmbH Stapler-System-Technik

### Bildung
- Joseph-Hennewig-Schule
- Alexander-Lebenstein-Realschule
- Joseph-König-Gymnasium
- Hans-Böckler-Berufskolleg Marl/Haltern am See
- IG-BCE-Adolf-Schmidt-Bildungszentrum Haltern am See

### Öffentliche Einrichtungen
- Stadtbücherei Haltern
- Trigon: Begegnungsstätte für Kinder, Jugendliche, Familien und Kultur
- Keep out: Kinder- und Jugendtreff der Evangelischen Kirchengemeinde Haltern am See an der Erlöserkirche
- Begrüßungscafé: Begegnungsstätte für Flüchtlinge und Bürger der Stadt

### Krankenhäuser, Ordnungsbehörden, Feuerwehren und Katastrophenschutz
- Das zu der KKRN (Katholisches Klinikum Ruhrgebiet Nord GmbH) gehörende St.-Sixtus-Hospital wurde am 25. Februar 1857 eingeweiht und ursprünglich von der Halterner Kirchengemeinde St. Sixtus getragen. Die Gesellschafter der heutigen Krankenhaus GmbH sind die ehemaligen Träger der Häuser, also die jeweiligen Kirchengemeinden in Haltern, Marl und Westerholt. Neben der allgemeinen Medizinischen- und Notfallversorgung hat das Krankenhaus folgende spezialisierte Abteilungen: Gastroenterologie, Geriatrie, Kardiologie, Geburtshilfe, Pneumologie, Allergologie, Schlaf- und Beatmungsmedizin. Das Krankenhaus wird zurzeit modernisiert (Stand 2016). Im Gebäude sind verschiedene Pflegeeinrichtungen und Arztpraxen angesiedelt, unter anderem eine Praxis für Mund-, Kiefer- und Gesichtschirurgie, der Caritasverband Haltern e. V., eine CT-Praxis sowie eine urologische Praxis.
- Die Freiwillige Feuerwehr Haltern, bestehend aus einer hauptamtlich besetzten Wache, einem freiwilligen Löschzug (Mitte) sowie fünf freiwilligen Löscheinheiten (Lavesum, Sythen, Hullern, Flaesheim, Lippramsdorf), ist ein Teil der Stadtverwaltung (Dezernat für Recht und Feuerwehr), oberster Dienstherr ist der Bürgermeister. 2008 gab es 29 hauptberufliche feuerwehrtechnische Beamte und 210 freiwillige Mitglieder. Außerdem gehören zur Feuerwehr Haltern drei Jugendfeuerwehrgruppierungen, eine Ehrenabteilung sowie der Spielmannszug Flaesheim.
- Der Ortsverband des Technischen Hilfswerks in Haltern besteht aus zwei Bergungsgruppen und der Fachgruppe „Räumen“.
- Die Ortsgruppe der Deutschen Lebens-Rettungs-Gesellschaft in Haltern stellt im Katastrophenfall einen Boots- und einen Tauchtrupp.
- Das Deutsche Rote Kreuz Stadtverband Haltern am See e. V. stellte bis zum Jahr 2014 den Krankentransport im Auftrage der Stadt Haltern sicher. Ferner unterstützte es den Rettungsdienst mit der Bereitstellung eines RTW. Zusammen mit der Rotkreuzgemeinschaft Marl des DRK-Kreisverbandes Recklinghausen e. V. stellt das DRK Haltern eine Einsatzeinheit des Landes NRW (EE NRW RE 02). Ferner wirkt das DRK Haltern beim Großschadenskonzept des Kreises Recklinghausen mit und besetzt zusammen mit der Feuerwehr den Gerätewagen Rettungsdienst. Für den Kreis Recklinghausen besetzt das DRK Haltern einen Rettungswagen für den Patienten-Transportzug 10 (PT-Z 10).
- Der Malteser Hilfsdienst e. V. Stadtverband Haltern am See stellt im Einsatzfall die Einsatzeinheit EE NRW RE 04, bestehend aus Führungstrupp (ELW), Sanitätsgruppe (2 KTW, 1 GW San), Betreuungsgruppe (2 Betreuungskombi, 1 Anhänger Betreuung), Verpflegungstrupp (Betreuungs-LKW mit Feldkochherd), sowie einen Techniktrupp. Die Einheit ist auf die Standorte Haltern und Gladbeck aufgeteilt.[35]

## Persönlichkeiten
Zu bekannten gebürtigen und mit Haltern verbundene Persönlichkeiten gehören Personen aus Religion, wie beispielsweise Theodor Buddenbrock oder Winfried König, Personen der Wirtschaft, Kunst und Kultur, sowie Militär, Sport (Benedikt Höwedes), Wissenschaft (Jürgen van Buer) und Politik.
Eine vollständige Liste, inklusive Bürgermeister und Ehrenbürger, findet sich im Hauptartikel.